# サザンオールスターズ
サザンオールスターズ（英語: Southern All Stars）は、日本の5人組ロックバンド。長年に渡る活動と功績がゆえに「国民的ロックバンド」と称されることもある。所属芸能事務所はアミューズ、所属レコード会社はビクターエンタテインメント、所属レーベルはタイシタレーベル。略称は「サザン」「SAS」。公式ファンクラブ名は「サザンオールスターズ応援団」。
1978年のデビュー以来多くのヒット曲をリリースし、音楽活動を通して、幅広いテーマの楽曲とボーカルの桑田佳祐が生まれ育った茅ヶ崎市および日本への強い愛情と世界平和を希求する思いを発信し続け、被災地支援やエイズ啓発などの社会的貢献も行っている。

## 概要
メンバーは青山学院大学で結成され、1974年から断続的に活動を開始した。1978年6月25日にシングル「勝手にシンドバッド」でメジャー・デビュー、1979年に「いとしのエリー」がヒットした。1980年代には 「チャコの海岸物語」「ミス・ブランニュー・デイ」「Bye Bye My Love (U are the one)」「みんなのうた」などがヒットした。1990年代になると「真夏の果実」がヒットし、「涙のキッス」「エロティカ・セブン」「あなただけを 〜Summer Heartbreak〜」「愛の言霊 〜Spiritual Message〜」の4作がミリオンセラーとなった。2000年には「TSUNAMI」がダブルミリオンを記録し、第42回日本レコード大賞の大賞を受賞、その後2000年代には「HOTEL PACIFIC」や「涙の海で抱かれたい 〜SEA OF LOVE〜」「I AM YOUR SINGER」などもヒットした。5年の活動休止を経て、2010年代には「ピースとハイライト」「東京VICTORY」「闘う戦士たちへ愛を込めて」などがヒットしている。オリジナル・アルバムは1978年に『熱い胸さわぎ』、1985年に『KAMAKURA』、1996年に『Young Love』、2005年に『キラーストリート』、2015年に『葡萄』、2025年に『THANK YOU SO MUCH』など計16枚、ベスト・アルバムは1998年に『海のYeah!!』、2018年に『海のOh, Yeah!!』など計7枚が発売されている。
一般的にはラブソングやエロティックな内容の楽曲で認知されているが、楽曲によっては風刺、反戦、さらには生まれ育った日本への強い愛情や世界平和などのメッセージや国民へのエールが込められたものも存在している。また、サザン及び桑田の楽曲の作風や歌唱法は一般的には日本語を英語風に発音し、ロックのリズムに乗せて早口でまくし立てて歌ういわゆる「巻き舌唱法」で知られているが、桑田本人は日本語の持つワビ・サビの感覚をもっと音楽に出していきたいという意向を示しており、実際にはその他にも「逢いたくなった時に君はここにいない」を始めとしたバラード曲のように美しく明解な日本語の歌詞の楽曲を制作したり、「JAPANEGGAE (ジャパネゲエ)」「通りゃんせ」「イヤな事だらけの世の中で」のように古語や四季折々の情景を取り入れた日本情緒を感じさせる内容の歌詞をロック・ポップスのリズムに乗せて歌ったりするなど、楽曲によって表現を使い分けており、英語や早口な歌い方を取り入れないスタイルの楽曲も多く制作されている。桑田はベスト・アルバム『海のYeah!!』と『海のOh, Yeah!!』を聴き比べた際に、前者を「英語と日本語を融合させようとあれこれ格闘している跡が見てとれます」、後者を「やっぱり日本語を大切にして歌いたいという気持ちが、全面に出ていますね」と評し、作風の変化を自己分析している。
2011年に東日本大震災の被災地の復興支援を目的にリリースされたチーム・アミューズ!!のチャリティーソング「Let's try again」にメンバー全員で参加したり、ベスト・アルバム『海のOh, Yeah!!』の収益の一部を東日本大震災や2018年7月に起きた西日本を中心とする豪雨被害などさまざまな自然災害の被災地への寄付金として使うなど、音楽活動を通して社会的貢献も行い、被災地やファンを元気づけており、桑田の率先した行動力はソロ・サザンを問わず多くのライブの舞台監督を担当している南谷成功から高く評価されている。

### 特徴
桑田佳祐がバンドマスターを務め、楽曲の作詞・作曲・ボーカルを担当している。原由子は楽曲によってはコーラスワークやカウンターのメロディーを考える役割も担っていて、桑田は原のことを「サザンオールスターズの羅針盤であり、桑田佳祐にとっての灯台」と語っており、また、竹内まりやや草野マサムネ（スピッツ）などミュージシャンの間でも「サザンオールスターズの主体」と評されている。桑田はサザンらしさの要因に松田弘の存在を挙げており、原との音楽的な相性の良さを称えたり、「サザンの本当のリーダーは彼（松田）じゃないかなってのは僕は思うんですよね」と発言をしている。桑田は関口和之については「ユニークな発想をする」「アーティスティック」「サザンの要」と評し、音楽評論家のスージー鈴木は著書『サザンオールスターズ 1978-1985』にて松田と関口のリズム隊の素晴らしさについて言及している。桑田は野沢秀行についても「野沢の叩くコンガでありボンゴは、世界で誰にも真似ができない」「毛ガニの音は毛ガニにしか出せない」「パーカッションの重要性を、私はほとんど彼から教わった」「この人がいなかったらサザンは三年前に解散してたような気がする」「自分のできる範囲のことしか言わないし、背伸びするタイプじゃないけど、毛ガニがいてこそ人間関係が保てる」と述べ全幅の信頼を寄せている。桑田はサザンのメンバーじゃなければ出せない固有の音像があるといい、母親のカレーライスのようにどの要素を欠いてもその味にならないと述べている。また、桑田はサザンはメンバーの5人だけではなく、数十人のスタッフを含めた総称であると述べ、グループとしてのサザンの特徴を「バンドという単位じゃなく、みんなで楽しいことを共有する『音楽芸能集団』という大所帯だと捉えている」と語っている。
桑田はサザンをディレクションするときに最も重視している点として「自分を含めたメンバー全員のバンドマンとしての気概とプライド」を挙げており、メンバー全員は人知れず努力を重ねていると述べている。また、桑田はドラマ『Sweet Season』（TBSテレビ）の内容に合わせて「LOVE AFFAIR 〜秘密のデート」の歌詞を書き下ろす際の打ち合わせで「僕は（音楽の）天才じゃないから、ただ（音楽が好きだから）人の三倍は努力するけどね」と発言した逸話も残っている。桑田は映画監督をした経験から「トップがブレたり、『誰か何とかしてくれ』と言ってしまったら、物事は決してまとまらない」「リーダーはどんなに困っていても、弱った顔や迷いを見せてはいけない」といった帝王学を学んでいる。
桑田はサザンを解散させず長く続けている理由として「絶対、サザンオールスターズは解散しません。だってさぁ… もったいないじゃん!」と語っており、2005年に開催した全国ツアー『みんなが好きです!』の東京ドーム公演のMCではサザンの活動について「これからもゆっくり、命ある限り続きますんでよろしくお願いします」と発言している。また、2001年のインタビューでは「一度二度三度、四度五度ぐらい解散しようと思ったことありますけど」「これはやっぱり運命だしね。サザンオールスターズは、僕は否定する理由、まったくないしね」とも語っている。関口はサザンが長く続いた秘訣を「『休み休みやることかな』としか答えようがない」と述べている。スージー鈴木はメンバーそれぞれの演奏力・実力を称え、それが長く続いている理由の一つであることを挙げたうえでサザンを「あまり語られてないけど、サザンというバンドは、じつは演奏がうまい」「テクニシャンバンド」と評している。
サザンの仲について桑田は「やっぱりお互い若い時分には険がありましたよ。だけどもう、これこそ何度かバンドを休ませたりしているうちに、角が取れてきたというか（中略）互いの光る部分を見出し易くなった。今更無理難題を投げ合うくらいなら、その分できる事をたくさん頑張る方がいいもんね」と述べている。桑田は原を始めとした家族との関係やメンバー同士の人間関係を大切にしており、2008年に無期限活動休止を発表した際も「メンバー1人1人があってのサザンです」「メンバー5人いまして、私はもう彼ら1人1人が大事ですし、一生のパートナーとしてこれからも付き合っていきたいと思います」と個々のメンバーを気遣う発言を行っている。桑田は2018年のインタビューでサザンは家族のようなものと語った。様々なミュージシャンが不倫や女性問題などのスキャンダルを起こす中で、桑田・原夫妻を始めとしたサザンのメンバーはそういったものとは無縁であり、堅実に家庭や音楽と向き合っている面も高く評価されている。また、ソロ活動が活発になってもメンバーを見捨てない桑田の姿勢は武田鉄矢（海援隊）と肩を並べて評価されている。音楽プロデューサーの酒井政利は「原坊はもちろんのこと、メンバーもスタッフもそんな桑田の人となりに惹き付けられて、サザンオールスターズを楽しんでいるように見える」と評している。また、スージー鈴木も「ワンマンバンドって、だいたい早く潰えるんですよね。桑田佳祐というリーダーがいて、（2018年の時点で）40年続けているというのはすごいことです」「メンバーの和気あいあいとした姿を見るにつけ、桑田はリーダーでありながら上から目線にならない"ムードメーカー"なのでしょう」と語っている。
サザンの活動に集中する時期と各メンバーがソロ活動に集中する時期があるため、関口は「良くも悪くも、何かしら口実を設けないと動きにくいバンド」と表現している。桑田は「大本営発表がある方が動き易いというか、先に流れをパーッと決める方がみんな楽だから。そういうバンドなんですよ（笑）」と語っている。
6月25日をデビュー記念日にしている。記念日や節目を大切にするバンドであり、デビュー記念日などには毎年何らかの話題が用意される。
10代から70代まで幅広い年齢層にファンが存在しており、サザンの楽曲に励まされ、心の支えとしている者も多い。音楽ライターの石井恵梨子は、2018年のベストアルバム『海のOh, Yeah!!』が32.5万枚のセールスを記録した同時期に、1998年のベストアルバム『海のYeah!!』も約9,000枚のセールスを記録したことで「これを機に聴いてみよう、と作品を手にした人たちが1万人弱いるわけですね」と指摘しており、これを根拠にサザンのファン層を「だいたいの日本人、と言っていいのでしょう」と定義している。

## メンバー
| 名前      | 性別 | 生年月日と年齢         | 血液型 | 出身地           | 担当                | 特記事項 |
| --------- | ---- | ---------------------- | ------ | ---------------- | ------------------- | -------- |
| 桑田 佳祐 | 男性 | 1956年2月26日（69歳）  | A型    | 神奈川県茅ヶ崎市 | ボーカル ギター     | リーダー |
| 関口 和之 | 男性 | 1955年12月21日（69歳） | O型    | 新潟県           | ベース              |          |
| 松田 弘   | 男性 | 1956年4月4日（69歳）   | O型    | 宮崎県           | ドラムス            |          |
| 原 由子   | 女性 | 1956年12月11日（68歳） | B型    | 神奈川県横浜市   | キーボード ボーカル |          |
| 野沢 秀行 | 男性 | 1954年10月19日（70歳） | A型    | 東京都           | パーカッション      |          |
| 出典:     |      |                        |        |                  |                     |          |

元メンバー
| 名前      | 性別 | 生年月日と年齢         | 血液型 | 出身地 | 担当   | 特記事項             |
| --------- | ---- | ---------------------- | ------ | ------ | ------ | -------------------- |
| 大森 隆志 | 男性 | 1956年12月12日（68歳） | A型    | 宮崎県 | ギター | 2001年8月7日付で独立 |
| 出典:     |      |                        |        |        |        |                      |

## 名義

### バンド名の由来
バンド名の由来は、桑田がアマチュア時代に藤沢青少年会館で行われるコンサートに向けてバンド名を考えたが思い付かず、宮治淳一がポスターを製作している際に間に合わせ的に考案し当日に桑田に伝えたもの。宮治がニール・ヤングのアルバム『アフター・ザ・ゴールド・ラッシュ』をレコードで聴きながらポスターを製作中、一息入れるために風呂に入りラジオを聴いていた際にファニア・オールスターズの来日コンサートの宣伝が流れ、風呂から上がった後につけっぱなしのレコードから上述のアルバムにある楽曲「サザン・マン」が流れていて、これらを組み合わせた際の響きに好感を持ち、また当時桑田の家が茅ヶ崎市南湖（なんご）にあったことを掛けて、「サザンオールスターズ」という名前を考案した。

### バンド名の表記
正式表記は一貫してカタカナ表記「サザンオールスターズ」であるが、シングル、アルバムのジャケットなどについてはカタカナ表記と英語表記「Southern All Stars」または「SOUTHERN ALL STARS」のものが存在する。なお、『歌のトップテン』については1988年ごろ、オリコンチャートについては1997年から1998年の間、それぞれ英語の大文字表記で表記されたことがある。

### 別名義での活動
アルバム『稲村ジェーン』は同名映画のサウンドトラックという性質上、収録されている楽曲により演奏者などのメンバーが異なるため、同アルバムは「サザンオールスターズアンドオールスターズ (SOUTHERN ALL STARS and ALL STARS)」の名義で表記されている。また、同アルバムの個々の楽曲の中で6曲は「稲村オーケストラ」、1曲は「原由子&稲村オーケストラ」、4曲はサザンオールスターズのままの名義で表記されている。
その他の別名義の活動では関口のソロアルバム『World Hits!? of Southern All Stars』において「関口和之&砂山オールスターズ」が結成されたほか、ミセス・ジョーンズ・ラバーズのオムニバスアルバム『SNOWBIRD HOTEL』において、松田・野沢・大森を中心メンバーとする「S.A.S.Project」が参加している。

## 音楽性

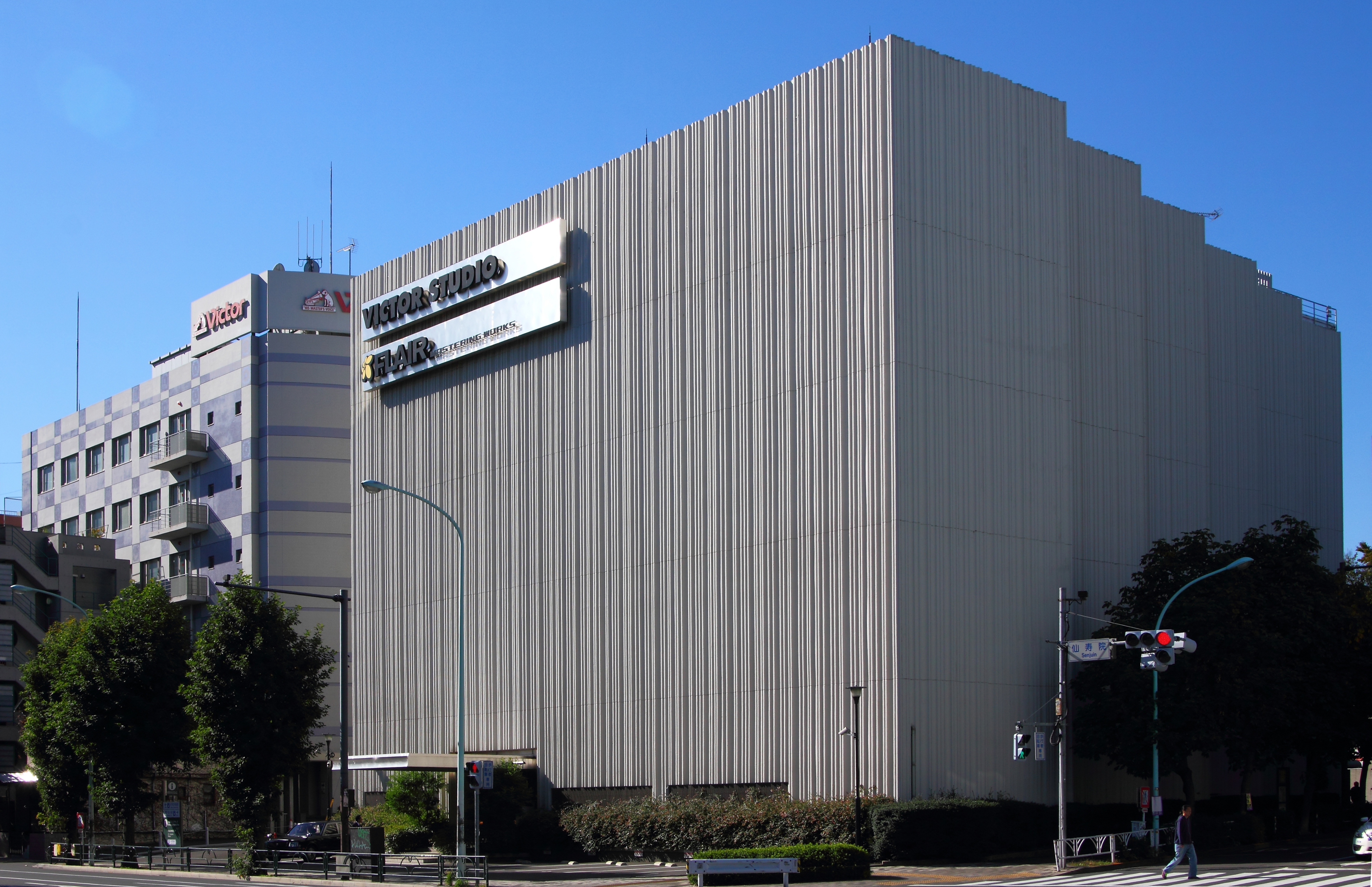
サザンのレコーディングが主に行われるビクタースタジオ

楽曲の曲調は一般的にはロック色の強いもの、ポップス、バラードなどが浸透しているが、それら以外の楽曲も多数発表されており、ハードロック・ヒップホップ・ジャズ・レゲエ・ラテン・ファンク・エレクトロ・フォーク・民族音楽・郷土音楽・歌謡曲・応援歌・コミックソングなど幅広い曲調の楽曲がある。前述した通り楽曲の題材は一般的には海や夏をイメージしたものや恋愛をテーマにしたものなどが浸透しているが、夏以外の季節をイメージしたものや、テレビゲーム・パソコン・ネコ・同性愛 ・情事・セックス・女性器・アダルトビデオ・生理・高校時代・大学時代・アイドル・クリスマス・オリンピック・日本への愛・郷土愛・京都・沖縄・世界平和・反戦・時事問題・社会風刺・ユーモア・ハナモゲラ・ネオジャパネスク・サスペンス・死など多様であり、これら様々なテーマが意欲的に取り入れられている。
幅広い曲調やテーマの楽曲が存在する理由として、桑田がマンネリ化を嫌っていることが挙げられている。ゆえに「愛の言霊 〜Spiritual Message〜」「PARADISE」「イエローマン 〜星の王子様〜」などのように松田が言うには「考えもしなかった楽曲」や「意外な楽曲」が制作されることも度々あり、「自らの枠を壊していく革新性」がサザンの楽しさや面白さである旨を語っている。ハードロック調の楽曲を制作する際にはこだわりがあり、桑田は「ハードロックをそのまま弾くのではなく、ちょっとおしろいをハタいて化粧を施すのがサザンのロックに対するマナーである」と語っている。

### 楽曲制作方法・レコーディング
桑田はメロディやサウンドを鳴らしたいという動機で作曲や演奏を始めたため、主に楽曲を曲先で制作している。サザンの大半の楽曲のレコーディング形式は先行して桑田が楽曲やポイントとなる言葉の一部分を作り、スタジオでメンバー、サポートミュージシャン、スタッフ、エンジニアなどにそれを伝え、全員でアイディアを出し合いながらイメージを膨らませて仮歌やオケを録音する。それと並行して桑田が作詞に取り掛かり、一通り作詞をして歌入れを開始する。これ以降アレンジなどの細部の修正を繰り返して楽曲が完成する。ドラム・ビートは、松田が桑田から曲を聴かせてもらい、ビートを浮かべる。イントロは基本的に桑田が考案するが、楽曲によっては原がそれに手を加えたり、「海」「ミス・ブランニュー・デイ」などのように最初から原が考案する場合もある。楽曲によって異なったニュアンスを出すためという理由から桑田が関口に代わってベースなどを演奏したり、関口が考案したベースのフレーズをミュージックシーケンサーで打ち込みする手法をとることもある。近年はライブなどで演奏することを想定して制作することが多くなった。過去の作品には制作したものの、作り込み過ぎたがゆえにライブで再現ができなかった楽曲が何曲も存在すると桑田は述べている。
初期のころは歌詞については「意味はどうでもいい」と捉えており「料理でいうお皿のようなもの」という感覚だったと述べている。しかし活動が続くにつれてファンの反応や、サポートミュージシャンを務めた小林武史や小倉博和といった桑田が言うには「詞の事をとても気にする人達」の影響で洗練されたものが多くなっていった。1990年代からは仏教用語や熟語が少しずつ登場するようになった。洋楽への憧れから1980年代には全英語詞曲も制作されたが、2010年代からは英語を意識的に減らしていくようになり日本語を重視して書かれることが多くなった。近年（2021年時点）の代表作は「できる限り平易な言葉を選び、素直でより多くの人々の心に響く歌詞、寄り添い共に歩いていくようなテンポ感による、やさしさと力強さに溢れた作風」とも評される。桑田は作詞をする際に入念な下調べを行って様々な情報を隅々までチェック、インプットしていて、それが楽曲のアイディアに繋がっていると野沢は述べており、「週刊誌なんかは、ぜんぶ読んでるんじゃないか」といった推測もしている。歌詞は楽曲のテーマに関係する人物あるいはそれに詳しい周囲の人物やスタッフへの取材をもとに書くこともあれば、ほとんど想像で書くこともある。歌詞の中で桑田自身とは異なる歌手像やペルソナが設定されていることも多い。桑田が制作した楽曲の歌詞には先述の意味を重要視しないなどの理由からメロディや符割りを優先するために文法が正しくないものや、勘違いして書いた歌詞がそのまま使われたりすることもあり、スタッフが訂正を促すこともあるが、歌いやすさなどを理由とした桑田の意向により大抵はそのまま残されている。

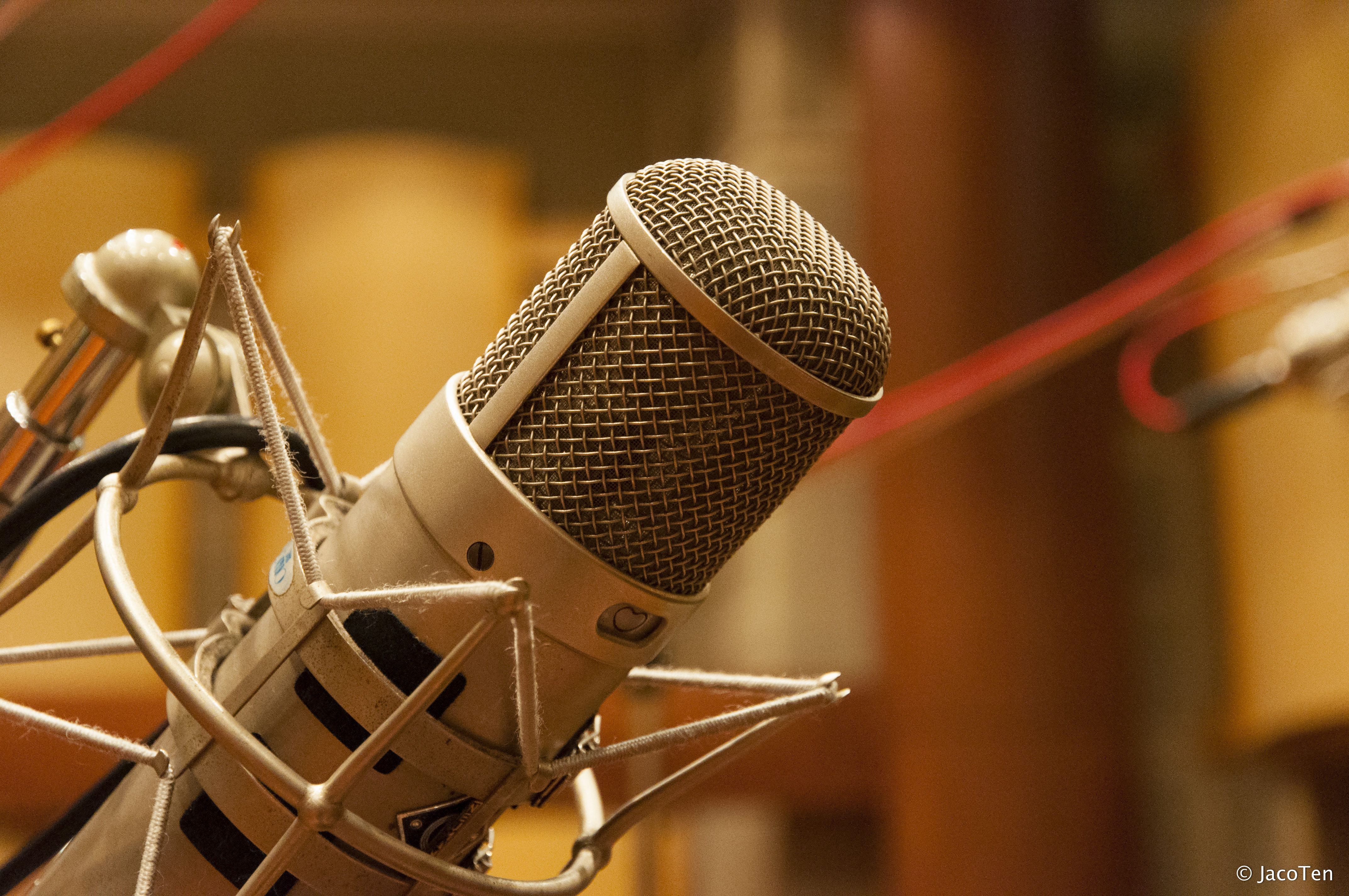
使用機材の一つであるU-47

サザンのレコーディングは主にビクタースタジオの「401スタジオ」で行われるが、1992年ごろからはビクタースタジオとは別に桑田の自宅に「猫に小判スタジオ」も作られており、そこにメンバーが集合して楽曲を制作することもある。機材については、マイクはU-47、コンプレッサーはGML8900、イコライザーもGML製を使用する。サザンの楽曲は大半を桑田が制作・歌唱しているが、関口・松田・原・大森も一部の楽曲を制作・歌唱しており、特に桑田が制作し原が歌唱している楽曲は多く存在している。これについて桑田は「やっぱりサザンのアルバムには原坊がヴォーカルを取る曲が絶対に欠かせない」と語っている。また、メンバー全員で制作した楽曲やメンバー同士で共作した楽曲も存在している。

### 楽曲の世界観
日本への愛・国民へのエール
「茅ヶ崎に背を向けて」「ラチエン通りのシスター」「HOTEL PACIFIC」「希望の轍」「勝手にシンドバッド」「チャコの海岸物語」「雨上がりにもう一度キスをして」「八月の詩（セレナード）」「歌えニッポンの空」を始めとした多くの楽曲で桑田の出身地である神奈川県茅ヶ崎市や周辺都市が歌詞の舞台として取り上げられている。特に「歌えニッポンの空」は『茅ヶ崎ライブ2023』のテーマソングになり、実際のライブでも桑田が「ここ（茅ヶ崎市）で生まれて良かったという実に他愛もない新曲を歌わせてください」とMCで語った上で歌唱している。
また、取り入れられているのは茅ヶ崎に関する要素だけではなく「東京VICTORY」では日の丸に対する敬意や東日本大震災を含む様々な災害への憂いを帯びたフレーズや未来へ向けた希望を感じさせる言葉が登場しており、同曲や「歌えニッポンの空」では自分の故郷や離れた場所を思う日本人の心の内に寄り添う旨や国民それぞれの故郷に対しての思いも込められたりするなど、楽曲によっては歌詞に生まれ育った日本への愛や国民に対するエールなどを取り入れたフレーズが散見されるのも特徴の一つである。2023年に発表された「盆ギリ恋歌」「歌えニッポンの空」「Relay〜杜の詩」は共通したテーマを持つ三部作であるとメディアでは語られている。これらの楽曲はいずれも茅ヶ崎やレコーディングで通う東京・青山をテーマとしたものであり、鍵となる言葉として"ふるさと"がモチーフに取り入れられている。
「君こそスターだ」「東京VICTORY」「ジャンヌ・ダルクによろしく」のようにオリンピックを意識し、アスリートへのエールを込めた楽曲を発表することもあり、実際にそういった楽曲で元気付けられた日本人アスリートも多く存在している。
サザンの楽曲にはこうした内容の歌詞に励まされた聴き手が自らを鼓舞させる要素も存在しており、それがゆえに『週刊文春』から「サザン・サウンドが国民的なのは、単に広い人気を誇るからだけではない。多くの問題を孕みながらもなんとか前を向こうとする、そんな『日本の今』がどの曲にも凝縮されているからだ」と評されてもいる。
和風
桑田は日本語の情緒を「ある面でサザンがやっていることと合うと思う」と考えており、「言葉の意味そのものよりも、古来から日本語の持つ情緒、"粋さ"みたいなもんで自分の感性をダイレクトに出したい」「ビートルズとか外国の文化にもろに影響を受けてるけど、やっぱり日本の“ワビ”“サビ”の感覚っていうのを、もっと音楽に出していきたい」と述べている。この考え方に至ったきっかけとしてはかつては「自分もアメリカ人やイギリス人みたいになりたい」「いつかなれるんじゃないかって本気で思ってた」と考えるほど海外のロックに憧れていたとし、海外進出も視野に入れて現地に出向いての活動を行ったこともあったが、次第に欧米人になれるわけがないと気づき、日本語の歌詞や日本の文化の良さを重視した和洋折衷な作品を目指す方針に転換した経緯が存在する。この方針転換は桑田の思想・言動や楽曲の歌詞、ライブでの国旗日の丸の掲揚および国歌「君が代」の歌唱といったパフォーマンスなどにも反映され、影響を与えている。また、日本的なものから平和を含めた「”和”という言葉が好き」といった発言もしている。
初期の楽曲に登場した『ちょいと』などのフレーズに関しては、長唄や落語や江利チエミが歌う「さのさ」などの語感に影響を受けたものであると桑田が述べている。「JAPANEGGAE (ジャパネゲエ)」「愛の言霊 〜Spiritual Message〜」「CRY 哀 CRY」「通りゃんせ」など古語を取り入れた楽曲も存在する。また、11作目のオリジナル・アルバム『世に万葉の花が咲くなり』は特に日本語や日本文化への敬意が込められており、とりわけ収録曲の「慕情」の歌詞はそのコンセプトの影響を強く受けたとされる。桑田は制作の過程で『万葉集』を読み返し、日本語独特の情緒や情報量の多さに興味を覚えつつ「この言葉を我々はなくしていいのだろうか」といった危機感を持ち、意欲的に日本語と向き合っていた。楽曲だけでなくライブの演出やグッズ・DVDなどにも和風要素を取り入れることが多い。
教育学者で明治大学文学部教授の齋藤孝は桑田の歌詞について「日本語の可能性を最大限に広げている」と評価しており、文語体と口語体の混在も大きな特色であるとしている。また桑田がたびたび行う当て字（二重読み）についても齋藤は「こうした表現は江戸や明治の時代によく見られる表現なんですね。（中略）ひらがなは私たちの身体にスッと入っているもの、漢字は理知的で、頭のほうに入って来るものですのでこうして表現をすることによって、頭と身体の両方から掴む効果も生んでいると思います」と評価している。自らも作詞作曲をこなす長瀬智也は「闘う戦士たちへ愛を込めて」の『寄っといで 巨大都市（デっかいまち）へ』のフレーズについて「そんなの絶対思いつかない」とコメントし、桑田の当て字のセンスに驚いている。音楽プロデューサーの亀田誠治は、桑田のことを「『日本人である』っていうことを最大の武器にして音楽を作られてる方だと思いますね」と評し、歌詞について「すごく日本っぽいキーワードをたくさん使ってる」「日本っていう国が持つ文化とか日本民族の歴史みたいなものを、桑田さんはごく自然に音楽の歌詞としてまとめあげてるんじゃないかっていう気がするんですね」などと高く評価している。主に初期作品での英詞の監修を手掛けていた小林克也は桑田のことを「日本人の洋楽コンプレックスを解放してくれた男」「明治や大正の文豪に連なる人」と評価している。
和洋折衷
ギタリストのマーティ・フリードマンやお笑い芸人でミュージシャンのマキタスポーツのようにメロディやコード進行などを和洋折衷と評する者も多い。特に「JAPANEGGAE (ジャパネゲエ)」を好きな楽曲として挙げている松田はこうした和洋折衷な路線を「自分たちなりの和モノ路線というか、洋楽と和モノの折衷を、俺たちはかっこ悪いものとしてとらえていないから」と述べており、桑田の楽曲に対するバランスのとり方を高く評価している。
日本語の歌詞を重視するだけではなく、日本語と英語の折衷も桑田の歌詞の特徴の一つであり、「JAPANEGGAE (ジャパネゲエ)」における『愛苦ねば』と『I could never』や「Missing Persons」における『アカン!!』と『I CAN'T』などの言葉遊びが用いられたり、「Brown Cherry」のようにエロティックな表現を英語風にしたり、「よどみ萎え、枯れて舞え」に出てくる『愛倫浮気症（アイリン・ブーケ・ショウ）』という造語のように英語に存在しそうであるが実際にはなく、意味より英語的な響きを優先し、文字面でイメージを広げさせるフレーズも存在する。
桑田はかつてミスマッチの仕方が、多少定番とズレている方が面白いという考えを持っており、「愛は花のように (Olé!)」や「LOVE KOREA」のようにスペイン語やハングルなどの異国情緒があるモチーフを楽曲や映像に取り入れたこともある。しかし、こういった要素がきっかけで出自や思想・民族的立場に関するデマが流れたこともある。
エロティック
「シュラバ★ラ★バンバ」「エロティカ・セブン」「マンピーのG★SPOT」はファンや識者など一部の間から「エロス3部作」と呼称されることがあり、また「Brown Cherry」「マイ フェラ レディ」「経験II」「BOHBO No.5」「天国オン・ザ・ビーチ」などのようにタイトルや歌詞にエロティックな言葉が含まれる楽曲も多く存在する。こういった楽曲も造語や比喩、隠しメッセージが多用されているのが特徴的である。桑田はこれらエロティックな楽曲を制作する理由について「音楽って、やっぱりセックスがないとダメだと思うのね。（中略）そういうことの方が素直に歌詞にしやすいわけ。これは性格だと思うんだけど」「いやあ、溜まってるからじゃないですかねぇ（笑）」と述べている。また、真面目な楽曲や下記の反戦や社会風刺がテーマの楽曲によりアルバムがシリアスになりがちなため、エロティックな作風の楽曲はそのようになり過ぎないようにするためのバランスとしての役割も果たしている。
桑田のエロティックな表現について、齋藤孝は「日本人が明らかに性を謳歌（おうか）していた江戸時代の文学作品に通じるものがある」、徳光正行は「桑田さんは精神的な”永遠の童貞”的なところがいい」「エロ全開の曲もあれば、私小説のような美しいエロもある」、ミッツ・マングローブは「セックスに憧れている中坊の妄想みたいな感じが歌詞に出てる」「生々しさがない」「これが生々しいエロだったら、老若男女に支持されるはずがない」と評価している。加山雄三は桑田のことを「本当にいいやつ。心が素晴らしいから、あんなスケベな曲が作れるんだよ」と述べている。亀田誠治は、原由子の存在が桑田のエロティックな表現の品格を上げていると評価しており、「『桑田さんのエロは、かわいいエロなんですよ。ゆるしてあげてね、みんなでパーティー楽しもうね！』といった空気を、原由子さんの存在が醸し出してくれている」と述べている。
社会風刺・反戦・平和
社会風刺や反戦などをテーマにした楽曲については1982年発売の5枚目アルバム『NUDE MAN』のころから制作されており、「流れる雲を追いかけて」「開きっ放しのマシュルーム」「Computer Children」「怪物君の空」「政治家」「ニッポンのヒール」「汚れた台所」「01MESSENGER 〜電子狂の詩〜」「私の世紀末カルテ」「平和の琉歌」「PARADISE」「爆笑アイランド」「ピースとハイライト」「蛍」「平和の鐘が鳴る」「Missing Persons」「闘う戦士たちへ愛を込めて」「Relay〜杜の詩」などがあり、内容はブラック企業やインターネット社会、日本政治の混乱、普遍的な平和への願い、沖縄の米軍基地問題、北朝鮮による日本人拉致問題、明治神宮外苑の再開発計画など多岐に渡っている。こうしたテーマの楽曲を制作することについて桑田は「光を描こうとすれば、どうしてもその対極にある忘れてはならないことも描かなければならない」「明るいだけの歌はあまり面白くない」「大人でいれば辛いことがたくさんある」「世の中が不穏で歪んでいれば、歌だって自ずと歪むと思うんです」「僕だって自分の日常がありますから、全ての問題について毎日思い続けていられるわけじゃない。（中略）ただ、それでもおかしいことはおかしいと思うものだし、たまたまそれがきっかけで音楽が生まれたのなら、それを歌えない空気も、そこで歌えない自分も僕は嫌なんです」といったことを述べている。一方、インタビューでは「難しいことはよく分からない」とも述べている。SWITCHによる特集で「時に桑田さんには、忘れてはいけないこと、風化させてはならないことへのジャーナルな視点が働いているように映ります」とインタビュアーの内田正樹に評された際には、桑田は「そういう面はあるかもしれないけど、そんな偉そうなもんじゃありません」と答えている。また、桑田は社会風刺の面では牧伸二の漫談やハナ肇とクレージーキャッツが出演していた『おとなの漫画』が好きだった旨を、反戦の面ではビートルズやボブ・ディランをきっかけに戦争や平和を意識したことを語っている。音楽評論家の渋谷陽一は、こうしたテーマで制作した楽曲を「自分の言葉のメッセージで社会を変えよう、政治に物申すっていうのではなくて、桑田佳祐も（忌野）清志郎も、歌にした動機はひとつ、歌いたいからだったと思うんですよね」と評しており、桑田もこの主張に賛同している。
桑田は風刺は過剰に人を傷つけるものではあってはならないとし、「たとえば直接的に『○×反対』というのではなく、どこか粋でありたいし、○と×の間に様々なグラデーションがあると思います」といった考えを述べている。事実、桑田が風刺や反戦をテーマにして制作した楽曲は、単に平和を希求したり、世相を批判したり、後ろ向きな事柄を描くだけでなく、楽曲によっては後ろ向きな事柄を描いた上で前向きな歌詞を書いたり、前述した日本への愛を表現し、国民の生活に寄り添いエールを送ったり、平和ボケをしている自分たちへ自戒を込めたり、戦死者や遺族の心情に寄り添ったり、北朝鮮による日本人拉致問題や新疆ウイグル自治区騒乱などの重大な人権問題の被害者の心情に寄り添ったり、解釈を聴き手にゆだねるものや、穏やかなコミュニケーションを呼びかけるものも存在するなど、趣向を凝らしていることも特徴である。かつては歌詞に過激なフレーズを入れたこともあったが、後年には「やっぱり流れが良くないと、尖った言葉ばっかりの羅列だと、やっぱりポップミュージックとしてはね。僕はあまり好きじゃないんですよね。メロディも大事だし」「僕だってこう見えて、コンプライアンスだのなんだのと昔と比べたら相当気を配っているんです」と語っている。桑田は2015年のインタビューで「メインストリームで風刺やプロテストソングを歌うアーティストが少ない現代で寂しさや使命感、もしくは矜持のような感情を抱くことはありますか?」と質問をされ、「全くありません。そこは人それぞれですから。若い頃は恋愛や遊びに大半の時間を割くし、何より今の若い人と僕らでは生活環境も情報量もまったく違うでしょうから」「（自身に特定の主義主張や思想が無いことや、エロティックな楽曲を多数制作していることを述べた上で）つまり僕も俗物なんですよ」「ましてやシンガーソングライターの矜持なんかじゃない」「強いて言えば“衝動”でしょうか。作品としての歌って、本来は衝動的な叫びみたいなものじゃないですか」と答えている。
反戦歌を制作することについて桑田は「戦争はなかなか無くならないことも、平和を訴えるうえでのある種の虚しさも、大人ですから薄々は気付いています。でも言うだけでも言わなきゃ夢が持てない。僕は夢のない世の中が一番怖いと思っています」と述べている。桑田の反戦を訴える姿勢は祖母や父親の影響によるものであり、特に父親からは満州からの引揚者だったこともあって、満州での話や「品格とは真逆の、人間が究極の状態に追い込まれた時の様子」などの話をよく聞かされていたことを述べている。戦時中の兵隊の苦悩や戦死者や遺族などへの思いを馳せた楽曲が多いゆえ、特に「蛍」についてはタイアップ先の映画『永遠の0』の原作者の百田尚樹から自身のTwitterで「胸に染みいるような素晴らしい歌」と評価されているほか、サザンファンを公言している政治家の北村晴男や山田宏からも高く評価されている。特に北村はサザンファンであるがゆえに、自身の葬儀では「蛍」を含めたサザンの楽曲をメドレー形式でかけることを希望している。
タイアップ先への気配り
CMソングや映画主題歌などの場合はタイアップのコンセプトや内容に合わせて制作することもあり、桑田が楽曲より先にそういったイメージを言葉にしてメンバーやスタッフに伝えるケースも存在している。これについて桑田は「ぜーんぜん関係ない曲が『タイアップ決まりました』って言われても、あんまり楽しくないからね」と語っている。また、タイアップ先のコンセプトに合わせてアレンジをCD音源と異なるものに意図的に変えることもあり、例として映画『永遠の0』で使用されたバージョンの「蛍」では間奏に零戦のエンジン音が収録されている。これは歌詞がついていないデモテープの段階から桑田らの意向で取り入れられたものであった。
このような桑田の姿勢は高く評価されており、渋谷陽一は「いや、そこがまたすごい。そして、やっぱり正しい、ポップミュージシャンとして」、岸谷五朗は「桑田さんが台本をもらって曲を書くと、ものすごいものができる」、寺脇康文は「心を震わせるって、こういうことだね。桑田さんの曲って、心を震わせたり、踊らせたりーー耳で聴くっていうより、心に聴かせるという感じ。桑田さん自身がそういう人間だからなんだろうな」と述べている。
メンバー、スタッフ、ファンへの感謝
「旅姿六人衆」「この青い空、みどり 〜BLUE IN GREEN〜」「I AM YOUR SINGER」など楽曲の中にはメンバー、スタッフ、ファンへの感謝が込められているものも存在している。
先達への敬意・オマージュ
宇崎竜童をテーマにした「Hey! Ryudo! (ヘイ! リュード!)」、弘田三枝子に捧げた「MICO」、ジョン・レノンに捧げた「Dear John」、吉田拓郎に捧げた「吉田拓郎の唄」、力道山をテーマにした「 ゆけ!! 力道山」、長嶋茂雄への思いを刻みつけた「栄光の男」、倍賞美津子・アントニオ猪木（本名は猪木 完至）元夫妻をモデルにした「ミツコとカンジ」、日本の歌謡曲とそれらを歌唱した歌手の楽曲のタイトルが歌詞に盛り込まれた「神様からの贈り物」などのように桑田が敬愛する先達への感謝・敬意やオマージュが取り入れられた楽曲も多く存在する。

### ライブの特徴

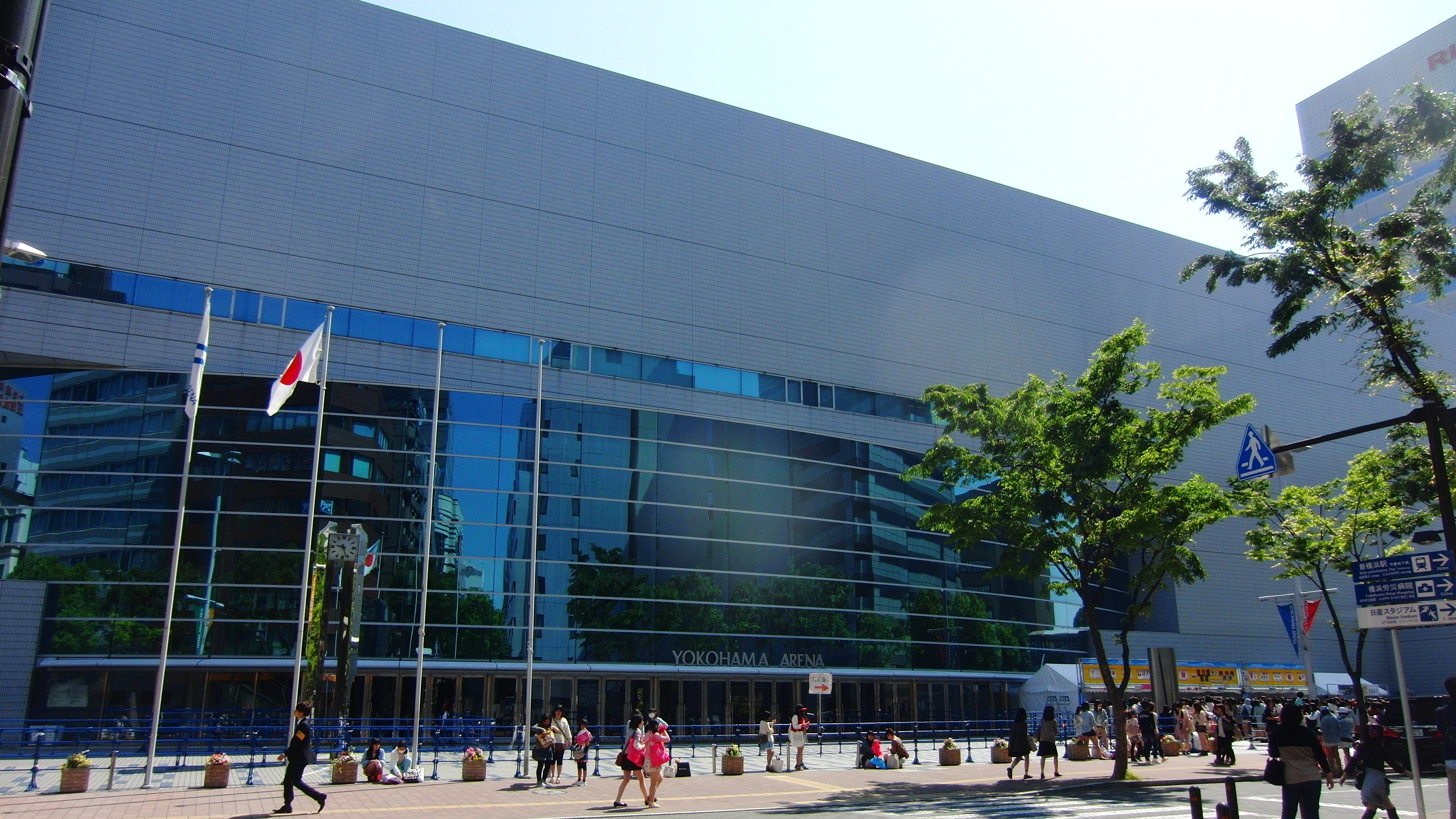
サザンのライブが数多く行われる横浜アリーナ

ライブでは初期のころの楽曲からその時点でリリースした新曲まで幅広い選曲がされており、年々演奏曲が増えていくようになった。2015年の時点で曲数はアンコールを含め30曲を超えることが多く、公演時間は長い場合で約3時間半に及ぶ。
楽曲によっては世界観を表現するためにバックモニターに楽曲のテーマにちなんだ映像が投影されたりダンサーが登場したりする。また、激しい楽曲に乗せて桑田が観客をあおったり、野外ライブでは客席に水を撒くことも特徴である。女性ダンサーと絡んだり、松茸とアワビで性器を模した神輿を登場させたり、AKB48風の衣装に身を包んだ女性ダンサーがシャツの胸元をはだけながら魅惑的なダンスを披露するなどエロティックな演出も多く見られる。
MCではメンバーのキャラクターを活かしたギャグやその時々の流行や会場に合わせた笑いを重視した演出を多く行う。ライブによってはコスプレやコントなどを行うこともある。これについて桑田はライブを音楽だけで構成すると間が持たないことを語っており、「思わずふざけてしまって、それがウケちゃったりとかしてウケてると思うとまたやりたくなったりする」とコメントしている。また、直近に自然災害が発生した場合は桑田が被災者へお見舞いの言葉を述べることがある。近年のライブではエンディングで桑田が観客やファンに対して感謝の念を述べるとともに「みんな死ぬなよ!」「頑張ろうな!」と呼びかけてステージを退場することが多い。
ライブによってはカバー曲を演奏する場合もあり、1999年の『シークレットライブ'99 SAS 事件簿 in 歌舞伎町』での国歌「君が代」のように当時の時勢を意識したものや2003年の沖縄公演での「花〜すべての人の心に花を〜」や2013年の宮城公演での「青葉城恋唄」のようにご当地にちなんだもの、2015年の『おいしい葡萄の旅』日本武道館公演におけるビートルズの「HELP!」のように会場の歴史にちなんだものなど幅広く行われている。
2013年のスタジアムツアー『灼熱のマンピー!! G★スポット解禁!!』の宮城公演における縁日を模した『虹の広場』や2025年の全国ツアー『THANK YOU SO MUCH!!』の石川公演における「能登復興応援ブース」などのように、自然災害の被災地でのライブの際にはチャリティーも兼ねてその地方の出店などが集い、料理や名産品の販売を行うブースが設置される場合がある。こちらもファンや現地の人達から好評で、特に現地の人達からはサザン及び桑田がライブをすることや地元の料理や名産品の販売をする機会を与えてもらったことに感謝する声が上がっている。

## 来歴

### 出会いからメジャー・デビューまで（アマチュア時代）

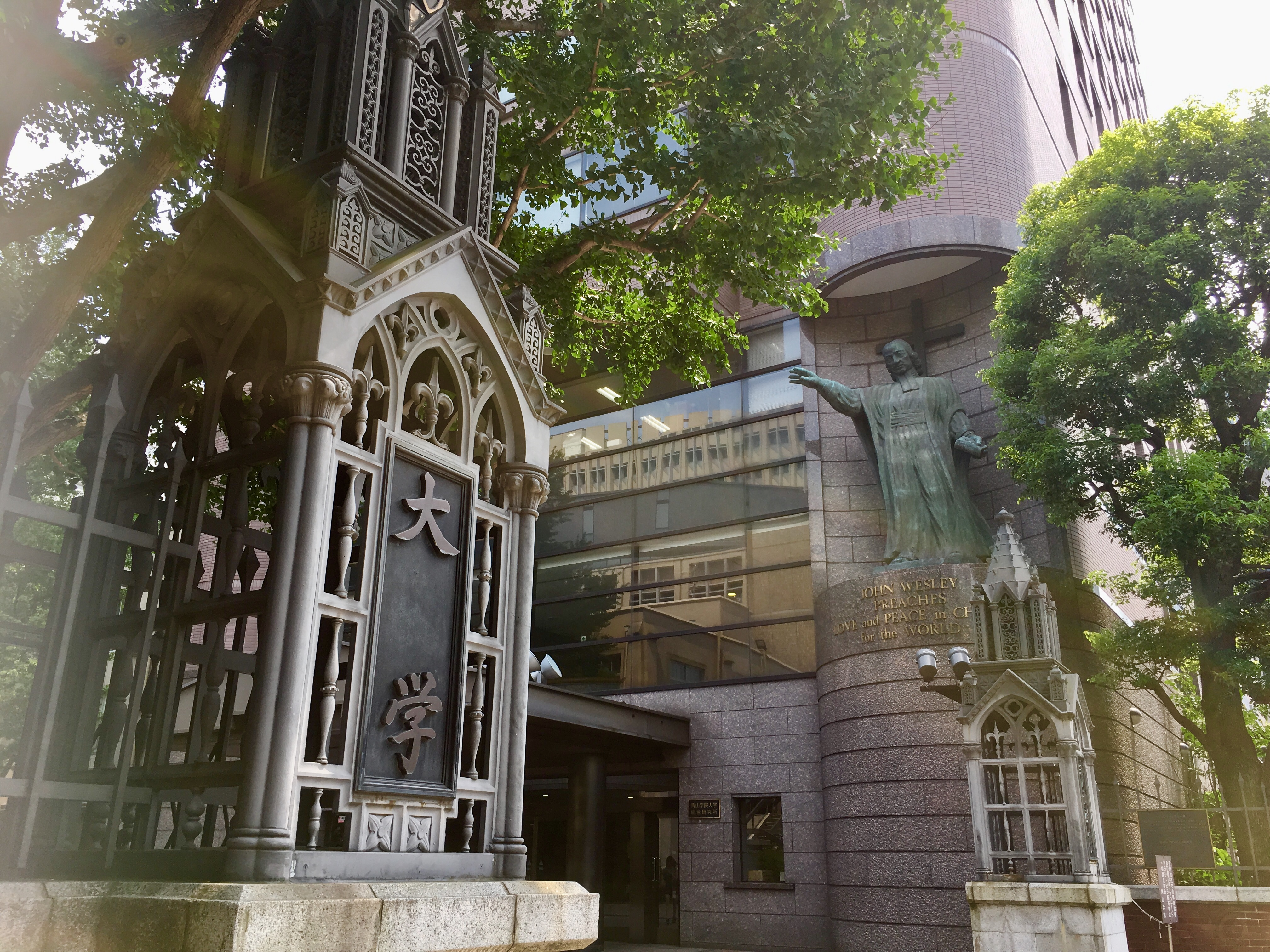
サザン結成の舞台となった青山学院大学

1972年、松田弘が大森隆志にドラムを貸す形で2人が出会う。1974年、桑田佳祐と関口和之が青山学院大学に入学、フォークソング・サークルで知り合い、ロックバンド「温泉あんまももひきバンド」を結成した。1975年、大森と原由子が青山学院大学に入学、桑田や関口と同じフォークソング・サークルに入部した。桑田のバンドは、「温泉あんまももひきバンド」から「ピストン桑田とシリンダーズ」に改名を行い、大森は次第に桑田のバンドに興味を持つようになり、練習現場にしばしば現れるようになった。原が桑田のバンドに参加し、バンドは「青学ドミノス」「脳卒中」「桑田佳祐とヒッチコック劇場」と名前が変遷した後に「サザンオールスターズ」に改名した。
桑田が望んでいたサザンは長く持続せず、メンバーが頻繁に入れ替わっていた。大森は桑田に松田を紹介するなどして、1977年3月に桑田、大森、原、松田、天野和平によるサザンでヤマハ主催の音楽コンテスト「EastWest」に申し込んだ。しかし、予選のテープ審査の時期に天野が脱退し、入れ替わりで関口が加入した。本選では入賞を果たし、桑田がベストボーカル賞を獲得した。ちなみにこの際に、松田は欠席し代わりに小野哲夫がドラムを担当した。本選終了の直後にセミプロの野沢秀行がバイト先で知り合った大森の勧誘を受ける形でなし崩し的に加入した。当時はメンバーの多くが下北沢ロフトでバイトしており、営業終了後の店内で練習していた。オーナーの平野悠も「安給料で働いてもらう代わり」として、月1回程度はライブ用に格安で店を貸していた。
レコード会社はビクター音楽産業（現・ビクターエンタテインメント）に決まったものの、芸能事務所はなかなか決まらなかった。ビクターのディレクターの高垣健が「女呼んでブギ」のカセットを持って事務所周りをしていた際、当時は新興事務所のアミューズの社長大里洋吉が興味を持ち、練習スタジオを訪問する。この際に「勝手にシンドバッド」を披露し、大里が「この男をテレビに出したら面白い」と考えたことから契約が決まったと大里は話している。アミューズは原田真二の個人事務所のような存在として1977年に設立された会社だったが、大里が解散直前のキャンディーズのプロデュースに専念し事務所の仕事から離れていた時期に、ロック志向を強めていた原田はテレビ的な売り出し方を嫌うようになり、大里が事務所の仕事に復帰した直後に移籍してしまったという。サザンとの出会いはこの事件の2週間後であり、もし原田が移籍していなかったらサザンをやる余裕はなかったと大里は話している。
一方、バーニングプロダクション社長の周防郁雄は、ビクターのディレクターの東元晃から「勝手にシンドバッド」など5曲聞かされ気に入ったが、サザンはホリプロ社員だった奥田義行が井上陽水と立ち上げた「りぼん・なかよしグループ」という事務所に所属することになっていたため、5000万円払って譲ってもらい当時出資していたアミューズの社長である大里に紹介しアミューズ所属となったと説明している（この経緯は大里は知らないという）。このことから、「勝手にシンドバッド」から「いとしのエリー」までの5曲の版権はバーニングパブリッシャーズが保持している（アミューズから音楽出版権を返すよう言われたため、それ以降の作品ではアミューズが保持している）。
デビューに向けて着々と準備が進む中、メンバー全員が他のレコード会社の契約書にサインしてしまうという事件があったが、ビクター関係者が出向いて話を収拾した。この時期はまだ学生バンドの思い出作り的な意識があったという。桑田はこのころはまだサザンのリーダーではなかったが、芸能事務所との契約にあたってメンバー全員が大卒初任給をもらえるよう交渉をした。

### メジャー・デビュー
1978年6月25日にシングル「勝手にシンドバッド」でビクターからメジャー・デビューし、8月に1枚目アルバム『熱い胸さわぎ』を発売した。同年8月に音楽番組『ザ・ベストテン』にスポットライトのコーナーで初出演した。この際に桑田が「目立ちたがり屋の芸人です」と発言し、イメージの形成に拍車がかかったが、後にこの発言は台本によるものだったことを明かしている。「勝手にシンドバッド」はテレビ番組で披露されたこともあり、大ヒットとなった。当時、桑田の日本語を英語風に発音してロックに乗せるいわゆる「巻き舌唱法」は、音楽ファンや関係者の間で賛否両論が巻き起こった。桑田はこの歌唱法や前述の作詞・作曲法をアマチュア時代からの慣例としていたため、これらが批判されたりしたことを意外に思ったという。同年11月に2枚目シングル「気分しだいで責めないで」を発売し、同年12月から1979年1月にかけて、公式上のデビューコンサート「胸さわぎ」を行った。このころは上記の方向性が影響してコミックバンドとして認識されたり、一発屋で終わってしまう可能性を懸念する風潮があった。
1979年3月に3枚目シングル「いとしのエリー」、同年4月に2枚目アルバム『10ナンバーズ・からっと』を発売した。「いとしのエリー」は、出荷枚数が125万枚を記録し、「勝手にシンドバッド」での一発屋を作品力で回避し、その振り幅の広さでファンを始めとした多くの視聴者・リスナーを驚かせた。『10ナンバーズ・からっと』を製作していた期間は「いとしのエリー」のヒットもあり、並行して雑誌の取材やテレビ出演、CM撮影、ライブ活動など多忙な日々を送っており、精神的にも落ち込んでいたという。年末にはNHK紅白歌合戦に「いとしのエリー」で初出場した。
1980年を目前にして、「半年間テレビ番組などに一切出ず、楽曲製作やレコーディングに集中する」「5か月の中で毎月1枚ずつシングルを出す」という宣言と共に、"FIVE ROCK SHOW"（ファイブロックショー）と銘打った計画を開始した。同年2月から7月にかけて、計画の第1弾「涙のアベニュー」、第2弾「恋するマンスリー・デイ」、第3弾「いなせなロコモーション」、第4弾「ジャズマン (JAZZ MAN)」、第5弾「わすれじのレイド・バック」が発売された。同年3月に3枚目アルバム『タイニイ・バブルス』が発売され、自身の作品で初となるオリコン週間ランキング1位を獲得した。アルバムに収録されていた「私はピアノ」は原がボーカルを務め、特に評判となった。同年11月に自身初の両A面となる11枚目シングル「シャ・ラ・ラ/ごめんねチャーリー」が発売された。1981年7月には4枚目アルバム『ステレオ太陽族』が発売された。
1982年1月に14枚目シングル「チャコの海岸物語」が発売され、「いとしのエリー」以来のヒットとなり、さらに同年7月に発売された5枚目アルバム『NUDE MAN』はミリオンセラーに迫る売上枚数を記録した。同年10月に16枚目シングル「Ya Ya (あの時代を忘れない)」、12月に同曲などバラード曲を中心に収録したバラッドシリーズの第1弾『バラッド '77〜'82』が発売された。また、2度目のNHK紅白歌合戦に出演した。

### 5周年、シンセサイザーの使用
1983年には音楽業界にシンセサイザーによるデジタルの波が来たことで、同年3月発売の17枚目シングル「ボディ・スペシャルII」辺りからサザンも原がシンセサイザーを使用するようになった。同年7月発売の6枚目アルバム『綺麗』からシンセサイザーを本格的に使用したサウンドとなっている。同年11月に19枚目シングル「東京シャッフル」を発売し、年末に引き続き3度目のNHK紅白歌合戦に出演して同曲を披露した。1984年6月に20枚目シングル「ミス・ブランニュー・デイ」が発売され、絶大な人気と評価を集めた。同年7月に7枚目アルバム『人気者で行こう』が発売された。12月には公式な形として自身初の年越しライブ『縁起者で行こう』が開催され、「日本初の年越しライブ」「年越しライブの元祖」とも呼ばれている。
1985年9月に自身初の2枚組となった8枚目アルバム『KAMAKURA』を発売した。シンセサイザーをより本格的に使用したサウンドとなり、5か月間制作に打ち込んでいた。制作時期に原が産休に入り、1986年4月にはサザンは一年間限定で活動を一旦休止した。桑田や松田はKUWATA BANDとしての活動、他のメンバーもそれぞれのソロ活動に入った。この活動休止については、桑田が「全員がソロ活動をやって、一つ一つが別個性として出てくれば理想的だね」と持ち掛けたところ、全員がそれを受け入れたことや、「あのままだとサザンはパンク寸前だった」「俯瞰で自分やサザンを見直した方がいいんじゃないか」というムードがメンバー全員にあったことが語られている。1987年6月にはバラッドシリーズの第2弾『BALLADE 2 '83〜'86』が発売された。

### 10周年、小林武史との制作
デビュー10周年を迎えた1988年6月25日に24枚目シングル「みんなのうた」を発売し、サザンとしての活動を再開した。このシングルから音楽プロデューサーの小林武史がアレンジ、プロデュース業を共に行うようになった。7月に全国の球場9か所でライブ『真夏の夜の夢 大復活祭』を開催。11月から9枚目アルバムとなる『Southern All Stars』と、桑田が監督を務めた映画作品『稲村ジェーン』のサウンドトラックであり、サザンの10枚目アルバムにもなる『稲村ジェーン』の制作に入った。1989年6月に発売した26枚目シングル「さよならベイビー」がオリコン週間ランキングで1位を獲得し、デビュー11年目にしてシングル初の首位獲得となった。7月には45万枚限定のベスト・アルバム『すいか』が発売され、こちらは予約だけで完売した。12月には横浜アリーナで年越しライブを開催。
1990年1月にアルバム『Southern All Stars』が発売され、売上枚数は120万枚を記録し、自身の作品としては初のミリオンセラーとなった。直後に同アルバムを引っ提げ、全国ツアー『夢で逢いまSHOW』が開催された。7月には上述の映画『稲村ジェーン』の主題歌で28枚目シングルとなる「真夏の果実」を発売した。85万枚を記録するヒットとなり、自身の代表作になった。9月にはアルバム『稲村ジェーン』が発売され、こちらも売上枚数が130万枚を超えて、アルバム2作連続でミリオンセラーとなった。12月には年越しライブを開催。1991年前半は原がソロで活動しており、7月にサザンとして活動を始め、29枚目シングル「ネオ・ブラボー!!」を発売した。8月に全国ツアー、12月に年越しライブを開催した。同時に8月より関口が長期休養に入る。
1992年7月に30枚目シングル「シュラバ★ラ★バンバ」、31枚目シングル「涙のキッス」を2枚同時に発売した。オリコン週間ランキングで2週連続1、2位を獲得し、「涙のキッス」はTBS系列ドラマ『ずっとあなたが好きだった』の主題歌に使用され、初登場から7週連続1位を記録した。売上は155万枚を記録し、自身のシングルでは初のミリオンセラーとなった。9月には中国・北京でライブを行い、初の海外公演となった。同月に前述のシングル2枚を収録した11枚目アルバム『世に万葉の花が咲くなり』が発売され、売上枚数は180万枚弱を記録した。1993年7月には、32枚目シングル「エロティカ・セブン」、33枚目シングル「素敵なバーディー (NO NO BIRDY)」を2枚同時に発売した。「エロティカ・セブン」はフジテレビ系列ドラマ『悪魔のKISS』の主題歌に使用され、売上は170万枚超を記録し、自身のシングルでは2番目の売上となっている。

### 15周年、セルフプロデュース
1993年11月の34枚目シングル「クリスマス・ラブ (涙のあとには白い雪が降る)」を最後に小林がサザン（桑田ソロ含む）との共同作業から離れた。このことについて桑田は小林のアレンジャーやミュージシャンとしての才能を存分に評価しつつも「（小林は）危ないヤツと分かった」と語っているが、これは人間性を否定しているわけではなく、サザンの正規のメンバーを差し置いて小林に過度に頼ってしまうという意味がある。これ以降の作品は自身によるプロデュースとアレンジで発売するようになった。12月には年越しライブを開催し、1994年からは桑田がソロ活動を始めた。同年12月に日本武道館で開催されたAct Against AIDSイベントにサザンが出演した。この時から関口が休養から復帰し、久々にメンバーが6人揃っている。
1995年5月に35枚目シングル「マンピーのG★SPOT」で本格的に6人での活動を再開した。6月に数量限定アルバム『HAPPY!』が発売され、2日間で70万枚が完売した。7月にフジテレビ系列ドラマ『いつかまた逢える』の主題歌に使用された36枚目シングル「あなただけを 〜Summer Heartbreak〜」が発売され、「エロティカ・セブン」以来のミリオンセラーとなった。8月には2日間のみのライブ『ホタル・カリフォルニア』を開催。西城秀樹がゲスト出演し話題となった。1996年5月に37枚目シングル「愛の言霊 〜Spiritual Message〜」を発売し、155万枚のヒットを記録した。7月にはクラシック・ロック・テイストを取り入れた12枚目アルバム『Young Love』が発売された。アルバムは250万枚近くを売り上げ、オリジナル・アルバムとしては最大ヒットとなった。アルバム発売直後には全国ツアー、12月には年越しライブを開催した。
1997年には直ぐに13枚目アルバム『さくら』の製作に着手し、当時のデジタルのロックの融合にトライ、現代的な要素を盛り込んだ作品となった。8月に39枚目シングル「01MESSENGER 〜電子狂の詩〜」、11月に40枚目シングル「BLUE HEAVEN」が発売され、12月には年越しライブを開催した。

### 20周年、ベスト・アルバム『海のYeah!!』リリース、大森の独立
1998年に入り、2月には41枚目シングル「LOVE AFFAIR 〜秘密のデート」を発売。デビュー20周年を迎えた6月25日にはベスト・アルバム『海のYeah!!』を発売して、累計480万枚を記録したことで自身最大ヒット作品となった。8月にはアルバムを引っ提げ2日間のみのライブ『スーパーライブ in 渚園 "モロ出し祭り"』を開催した。10月にはアルバム『さくら』を発売し、120万枚を記録した。1999年3月に43枚目シングル「イエローマン 〜星の王子様〜」を発売し、初のアリーナ・ドームツアー『Se O no Luja na Quites 〜素敵な春の逢瀬〜』を開催した。9月にはシークレットライブ『'99 SAS 事件簿 in 歌舞伎町』、12月は年越しライブを開催した。
2000年1月に44枚目シングル「TSUNAMI」を発売した。この楽曲は当時放送されていたTBS系列バラエティ番組『ウンナンのホントコ!』のコーナー『未来日記III』のテーマソングとして使用され、300万枚近くを売り上げて「エロティカ・セブン」で記録した最高売上を更新した。また、当時のオリコン歴代シングルランキングで3位にランクインし、この年の第42回日本レコード大賞で大賞を受賞した。そのため同楽曲は「サザンオールスターズを国民的バンドと評されるきっかけを作った」といわれることも多い。8月には桑田の地元である茅ヶ崎市の地元住民の署名運動によって、2日間の野外ライブ『サザンオールスターズ 茅ヶ崎ライブ』を開催した。ライブに合わせて製作された45枚目シングル「HOTEL PACIFIC」を発売し、80万枚を超えるヒットとなった。11月に46枚目シングル「この青い空、みどり 〜BLUE IN GREEN〜」とバラッドシリーズの第3弾『バラッド3 〜the album of LOVE〜』が発売された。アルバムは290万枚を売り上げ、バラッドシリーズでは最高売上を記録した。その直後、大森が休養を発表し12月に開催された年越しライブを欠席した。2001年から2002年までメンバーは今後のバンドのステップアップを目標にソロ活動を行った。2001年8月に大森は正式に独立を発表しメンバーから脱退した。以降はメンバーの補充を行わずグループとしては5人で活動している。当時のことを桑田は「サザンにとって痛みを伴う試練、精神的構造改革です」と語っていた。

### 25周年、2枚組オリジナル・アルバム『キラーストリート』リリース
2003年6月25日にデビューから25周年を迎え、それを記念してデビューシングルの復刻盤CD「勝手にシンドバッド 胸さわぎのスペシャルボックス」を発売し、25年越しにオリコン週間ランキングで1位を獲得した。同年7月に47枚目シングル「涙の海で抱かれたい 〜SEA OF LOVE〜」を発売、直後に大規模な野外・スタジアムツアーを開催し、サザンでの活動が本格的に始まった。2004年には、シングル3作「彩 〜Aja〜」「君こそスターだ/夢に消えたジュリア」「愛と欲望の日々/LONELY WOMAN」を発売して全てオリコン1位を獲得するなどヒットし、12月には年越しライブを開催した。
2005年6月にデビューシングル「勝手にシンドバッド」から「TSUNAMI」までのシングル44作を12cmCD化して再発売された。7月4日付のオリコン週間シングルチャートではトップ100に44作全てがランクインし、松任谷由実が保持していた同一アーティストによるシングルTOP100内同時ランクイン数17作の記録を更新した。同年8月には「ROCK IN JAPAN FESTIVAL 2005」にサザンとして初出演した。同年10月には『KAMAKURA』以来の2枚組オリジナル・アルバムで14枚目アルバムとなる『キラーストリート』を発売し、110万枚以上の売り上げを記録。発売後に2度目のドームツアーが開催された。2006年8月に52枚目シングル「DIRTY OLD MAN 〜さらば夏よ〜」を発売し、サザンとして『THE 夢人島 Fes.』に出演した。2007年1月にビクターとアミューズがサザンやソロの楽曲管理・配信などを行う合弁会社「タイシタレーベルミュージック」を設立した。同年は桑田はシングル発売やツアーの開催、原は映画主題歌を書き下ろすなど、メンバーが個人で活動した。

### 30周年、無期限活動休止
2008年1月にメンバーは「サザンという看板に頼らないで、サザンの活動だけをあてにしないで視野を広げていこう」という方針を決め、5月19日に30周年に伴う53枚目シングル「I AM YOUR SINGER」の発売やライブなどの活動・プロモーションの発表と同時に、2009年以降はメンバー個々の自由な発想による音楽活動を展開するべくサザンとしての活動を無期限休止にすることを発表した。この活動休止については、発表の当日にNHKの『おはよう日本』が報じたほか、民放各局でも報道や特集が大々的になされ、発表後には所属するアミューズの株価が大幅下落し、「サザンショック」と言われた。また、発表直前の2008年5月12日の東京スポーツ紙上で「サザン解散か」などといった誤った報道がなされ、ファンおよび世間に動揺を与えることになった。これを受け桑田は自身のラジオ番組で「（サザンの）解散は絶対にない」と断言し、臆測や解散説を一蹴した。
2009年から各自がソロ活動を行う。2012年12月に、桑田とスタッフの間で35周年を迎えるにあたっての話が持ち上がったことがきっかけで、「ファンをはじめとした多くの人たちと、楽しめるときに大いに楽しもうじゃないか」とサザンの活動を再開をすることにメンバー5人の気持ちが合致した。この活動休止期間は、2010年に桑田の食道がんによる休養と闘病、2011年に東日本大震災の復興支援のための「チーム・アミューズ!!」結成や桑田の「宮城ライブ」の開催などがあり、「これまでにない濃密な5年間」と振り返っている。

### 35周年、5年ぶりの活動再開
デビュー35周年の2013年6月25日に活動再開を発表。同年8月に54枚目シングル「ピースとハイライト」を発売し、オリコンで首位獲得したことでシングルとして1980年代〜2010年代の4年代で首位獲得、国内グループとしては史上初の快挙となった。同年8月10日から9月22日にかけて全国ツアー『灼熱のマンピー!! G★スポット解禁!!』を開始した。12月はツアーを映像化した作品を発売し、映像作品としても史上初の4年代首位獲得を記録した。
2014年9月には55枚目シングル「東京VICTORY」を発売した。12月にはサザンの楽曲266曲がiTunes Storeでの配信を解禁され、日本を含む111カ国で配信を開始した。同時にmoraでも配信が開始された。年末には年越しライブを開催。並行して31年ぶりで4度目となるNHK紅白歌合戦にシークレットゲストとして中継出演し、「ピースとハイライト」「東京VICTORY」を披露した。
2015年3月には『キラーストリート』以来約10年振りとなる15枚目アルバム『葡萄』を発売、アルバムでも4年代首位を達成した。同年4月から8月にかけて全国ライブツアー『おいしい葡萄の旅』を開催。2016年と2017年はサザンとしてシングル・アルバムの発売やライブは行われなかったが、2017年に自身が初めてコマーシャルに出演した、アサヒ飲料『三ツ矢サイダー』にメンバー全員で再び出演した。

### 40周年、ベスト・アルバム『海のOh, Yeah!!』リリース
2018年に入り、6月15日にアルバム『葡萄』以来の新曲「闘う戦士たちへ愛を込めて」が自身初の配信シングルとして発売され、続けて7月には2作目の配信シングル「壮年JUMP」も発売された。8月に入り直ぐに『海のYeah!!』の続編ベスト・アルバム『海のOh, Yeah!!』が発売された。このアルバムがオリコン週間ランキングで首位獲得したことにより、史上初の国内グループでデビュー40年を超えての首位獲得の快挙となった。同年8月には「ROCK IN JAPAN FESTIVAL 2018」にサザンとして13年ぶりに出演した。年末には5度目となるNHK紅白歌合戦に特別枠として「究極の大トリ」で出演、「希望の轍」「勝手にシンドバッド」を披露し、平成最後の紅白歌合戦を締め括った。同番組の歌手別瞬間最高視聴率が45.3%を記録し、出場歌手の中で最も高い視聴率を獲得した。
2019年3月から6月にかけて、6大ドームを含む全11か所22公演の全国ツアー『“キミは見てくれが悪いんだから、アホ丸出しでマイクを握ってろ!!”だと!? ふざけるな!!』を開催した。ライブでは新曲「愛はスローにちょっとずつ」が披露され、8月に3作目の配信シングルとして発売された。12月にはサザンの楽曲や各メンバーのソロ楽曲も含め、全972曲のサブスクリプション型サービスによるストリーミング配信が解禁された。
2020年に新型コロナウイルス感染症が流行して、芸能イベントや音楽ライブが中止となり大打撃を受けた。その関係でスタッフ達の仕事が無くなったことを知った桑田は何か音楽で出来ることを考え、サザンとしては「Keep Smilin’〜“出来ることから”ちょっとずつ〜」をスローガンに掲げた特別企画を開始させ、デビュー42周年を迎えた6月25日には無観客配信ライブ『Keep Smilin’〜皆さん、ありがとうございます!!〜』を開催した。このライブは感謝がテーマとなっており、ファンや400人のスタッフおよび新型コロナウイルス感染症を治療する医療機関への感謝を込めたライブになっている。横浜アリーナで通常のライブと同様に大規模なステージを作り、ライブが行われた。リハーサルスタジオおよび横浜アリーナ内ではアクリル板が配置され、メンバーや演者・スタッフの検温、消毒、マスク着用、ソーシャルディスタンス、桑田と女性ダンサーとの接触は行わないといった感染拡大防止対策を徹底した。スタッフはマスクやフェイスシールドを着用した。チケットはライブ当日まで販売しており、チケット購入人数は18万人、推定視聴者数は50万人ほどであり、ライブの収益の一部はアミューズ募金を通じて、新型コロナウイルス感染症の治療や研究開発にあたる医療機関に役立てられた。同年の大晦日に横浜アリーナで無観客年越しライブ『Keep Smilin’〜皆さん、お疲れ様でした!! 嵐を呼ぶマンピー!!〜』が開催された。前回とは違い、メンバーやスタッフの新型コロナウイルス感染症の防止や同年8月に松田が右肩の手術を受け復帰初のライブであることから、事前に収録したものが配信された。
2021年、2022年はサザンとしてのシングル・アルバムの発売、ライブは行われておらず、事実上の活動休止状態だが、活動休止などについてはメンバーから言及はされなかった。

### 45周年、10年ぶりの茅ヶ崎ライブ、10年ぶりにオリジナル・アルバムをリリース
デビュー45周年の2023年6月25日の前日の6月24日に、桑田のラジオ番組『桑田佳祐のやさしい夜遊び』にて同年7月から3か月連続で新曲を配信リリースすること、同年秋に10年ぶりとなる茅ヶ崎公園野球場での『茅ヶ崎ライブ2023』を行うことを併せて報告した。これに際して発表されたコメントや新曲「盆ギリ恋歌」「歌えニッポンの空」の歌詞は生まれ育った日本及び桑田の故郷である茅ヶ崎市への強い愛情が込められた内容になっている。45周年を記念して開設された特設サイトでは後者の楽曲の歌詞を引用した「"ここが故郷 歌えニッポンの空" サザンオールスターズ、参ります!!」というキャッチコピーが掲載された。実際のライブ会場では4日間で7万2000人を動員し、9月30日と10月1日は全国約270の映画館でもライブ・ビューイングで生中継され、合わせて27万2000人もの動員数になった。また、同ライブにおける事業費は本公演とライブ・ビューイングの合計でおよそ15億円、経済波及効果は神奈川県内でおよそ59億5600万円、全国で179億5700万円となった。
また、デビュー45周年を迎えた2023年6月25日には公式YouTubeチャンネルにて『サザンオールスターズ45周年!! 感謝の“45曲”ライヴ配信特番「それ、何年? そうねだいたいね」on YouTube』を急遽実施し、Twitterのトレンドには「#サザン45」をはじめ番組関連キーワードが10個以上、50位以内にランクインするなど、SNS上を席巻し、ライブ配信番組としてはYouTube上でリアルタイムで1位を記録したほか、YouTubeで公開された45周年ティザー映像は急上昇チャートで5位となるなど、各所で大きな盛り上がりを見せた。また、番組自体の同時接続者数（視聴者数）は最大で18万人を超えるなど、歴代最高齢での最高記録を樹立する快挙を達成し、『国民的ロックバンド』と言われるほどのサザンの人気の健在ぶりと影響力の高さを改めて示すことになった。
2024年には新曲「恋のブギウギナイト」「ジャンヌ・ダルクによろしく」を発表。9月23日には最後の夏フェス出演として「ROCK IN JAPAN FESTIVAL 2024 in HITACHINAKA」に参戦し約100分、19曲のステージを行った。同年11月にはオリジナル・アルバム『THANK YOU SO MUCH』の発売が翌年3月になされること、及び1月から同名の全国ツアーが石川県産業展示館4号館での公演を皮切りに開催されることも発表された。

## 評価

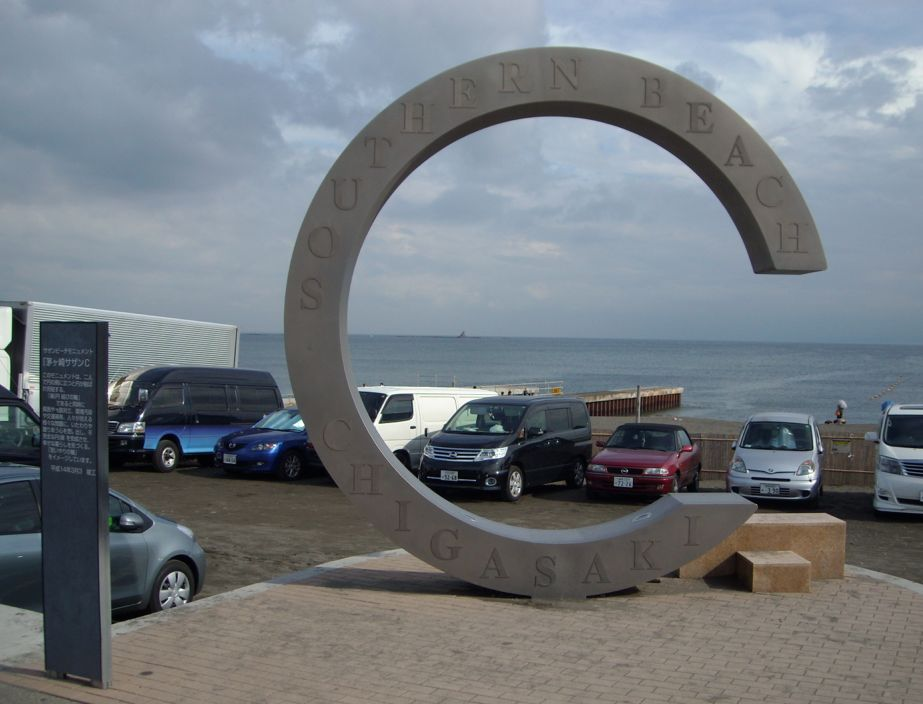
サザンが名前の由来となったサザンビーチちがさきのモニュメント「茅ヶ崎サザンC」。茅ヶ崎市の知名度や経済に対するサザンや桑田の貢献を評価する声がある。

多くのファンにとってサザンは、幅広い音楽性、パフォーマンス、メンバーのキャラクターを含め、“良質なエンタテインメント”として楽しみ、“青春の1ページ”として心に刻まれているといわれ、「国民的ロックバンド」と評される他、一部メディアでは「日本の宝」「国宝バンド」「日本最高のポップスグループ」「日本人にとっての“心のふるさと”」とも称えられたことがある。メンバーの人柄も評価されており、2014年にビクタースタジオを取材した『週刊文春』はサザンを「日本一のおもてなしバンド」と評した。
音楽評論家のスージー鈴木は、サザンと桑田の功績として、「日本語をロックに乗せる方法論を発明したこと」、「ロックにおける歌詞世界を拡大したこと」、「ロックをビジネスとして確立したこと」を挙げている。
ファンへの対応も評価されており、チーフマネージャーの話によるとメンバーは全員、ファンレターにはすべて目を通しており、返信ハガキが同封されたものには時間が許す限り返信を書いているという。また、桑田は公式掲示板やライブ後のアンケートの意見にも目を通しており、それに対して共感したり、ライブの演出の参考にすることもある。
サザンの楽曲には桑田の出身地である神奈川県茅ヶ崎市や周辺都市が取り上げられることも多く、市の関係者をはじめとして知名度や経済への貢献を評価する声も多い。このこともあり、茅ヶ崎をテーマにした楽曲を特集したSinging特設サイトでは「『故郷を歌う日本人ミュージシャン』と聞くと、きっと多くの方が＜砂まじりの茅ヶ崎＞でお馴染みのサザンオールスターズを連想するのではないでしょうか」といった評価がなされている。
サザンの幅広い音楽性やエンターテインメント性は藤井フミヤ、浜崎あゆみ、aiko、平井堅、椎名林檎、亀田誠治、AI、JUJU、北川悠仁（ゆず）、後藤正文（ASIAN KUNG-FU GENERATION）、星野源を始めとした、ジャンルやイデオロギーを問わず広範なミュージシャンからリスペクトされている。桑田が影響を受けた加山雄三や前川清、ファンを公言している坂本冬美を始めとした歌謡界の人物、いとうせいこう、PES、R-指定（Creepy Nuts）を始めとしたヒップホップ界の人物からも高く評価されている。ミュージシャンのみならず、政治家では北村晴男、安倍晋三、山田宏、岸田文雄、医師では長尾和宏、落語家では古今亭志ん朝、立川志の輔、三代目 桂春蝶、立川キウイ、林家たい平、お笑い芸人では上岡龍太郎、内村光良（ウッチャンナンチャン）、爆笑問題、さまぁ〜ず、矢部浩之（ナインティナイン）、出川哲朗、ビビる大木、遠藤章造（ココリコ）、伊達みきお（サンドウィッチマン）、日村勇紀（バナナマン）、いとうあさこ、バカリズム、ナイツ、カンニング竹山、せいや（霜降り明星）、ヒコロヒー、レイザーラモンRG（レイザーラモン）、大谷ノブ彦（ダイノジ）、友近、永野、ヤーレンズ、男性アイドルでは東山紀之、草彅剛、大倉忠義（関ジャニ∞）、女性アイドルでは兒玉遥、遠藤さくら（乃木坂46）、玉井詩織（ももいろクローバーZ）、咲良菜緒（TEAM SHACHI）、スポーツ選手では岡本和真、小説家・作家では池井戸潤、鈴木光司、角田光代、島本理生、漫画家では弘兼憲史、さくらももこ、臼井儀人、稲垣理一郎、コラムニストでは勝谷誠彦などのファンが存在している。2013年のサザンの35周年を記念して開設されたYahoo! JAPANでの特設サイトでは、サザンファンおよび桑田とゆかりのある広範な著名人から祝福のコメントが寄稿された。また、天皇・徳仁がサザンの楽曲を好んでいることが理髪を担当していた人物の証言によって明かされている。旧皇族の竹田家（旧：竹田宮家）出身である政治評論家の竹田恒泰もライブに訪れるほどの桑田のファンである旨を自ら公言している。
レイ・チャールズやKISSなど外国人アーティストからも高い評価を得ている。日本だけに留まらず英語圏、フランス語圏、中華圏、韓国を始めとした海外のファンも散見されており、前述したiTunesでの世界111カ国配信の開始はこうした海外のファンからのリクエストがあったことも影響している。
桑田と親交がある世良公則は、自身が組んでいたツイストと異なりバンド活動を継続しているサザンに対して尊敬の念を持っていることを言及しており、「サザンには老衰になるまでやってほしい」とも語っている。
サザンと同じく夏、海、湘南をテーマとした曲を多くヒットさせているTUBEとは、何かと比べられる事が多く、桑田はそのことを半ば自虐的にネタにすることがある。双方が才能を認める発言をしたり、桑田がTUBEの楽曲「シーズン・イン・ザ・サン」をカバーしたこともある。TUBEはデビュー前に参加したオーディションに、サザンの曲で出場したことがあり、TUBEのボーカルの前田亘輝は「サザンオールスターズがいなかったら、バンドをやっていなかった」と2024年8月12日放送の『明石家紅白!』（NHK総合テレビ）で語っている。
亀田誠治は「サザンは、"大人の世界にはこんなお楽しみがあるんだぜ!!"と公共の電波に乗せて、国民的レベルで知らしめた画期的なバンドだと思うんです。（中略）忘れてはいけないことは、桑田さんは、どんなにやんちゃをしても、どんなに激しいメッセージを出したり、どんなにエッチなことを言ったりしても、基本にあるのは"ラブ&ピース"であって、破壊的なパフォーマンスは絶対にしないということです」と評している。
2003年にHMVが発表した『邦楽アーティストの重要な100人（Top 100 Japanese pops Artists - No.1）』の第1位にサザンが選ばれ、桑田も個人として12位に選出された。
平成のカラオケで最も歌われたアーティストとして、第一興商が運用しているDAMでは5位、エクシングが運用しているJOYSOUNDでは8位を記録した。
2019年の日経エンタテインメント!のタレントパワーランキング（音楽編）において、サザンが2位となり、桑田も個人として3位に入った。
東洋経済オンラインでは、2021年4月の時点でドラマ主題歌を最も担当した歌手ランキングにおいてサザン（桑田・原ソロ含む）が22曲で2位となった。

## 受賞

### 日本レコード大賞
| 年   | 作品                   | カテゴリー                                            |
| ---- | ---------------------- | ----------------------------------------------------- |
| 1979 | 10ナンバーズ・からっと | ベスト・アルバム賞                                    |
| 1981 | ステレオ太陽族         | '81アルバムベスト10                                   |
| 1982 | NUDE MAN               | ベスト・アルバム賞 '82アルバムベスト10                |
| 1983 | 綺麗                   | ベスト・アルバム賞 '83アルバムベスト10                |
| 1984 | 人気者で行こう         | 優秀アルバム賞                                        |
| 1985 | KAMAKURA               | 優秀アルバム賞                                        |
| 1990 | 真夏の果実             | 最優秀ロック・ボーカル賞 ロック・ゴールド・ディスク賞 |
| 1990 | Southern All Stars     | 優秀アルバム賞                                        |
| 1992 | 世に万葉の花が咲くなり | アルバム大賞 優秀アルバム賞                           |
| 1992 | 涙のキッス             | ゴールド・ディスク賞                                  |
| 2000 | TSUNAMI                | 日本レコード大賞 優秀作品賞                           |
| 2014 | 東京VICTORY            | 優秀作品賞                                            |
| 2015 | 葡萄                   | 最優秀アルバム賞                                      |
| 2018 | 該当なし               | 特別賞                                                |

### 日本ゴールドディスク大賞
| 年   | 作品                                         | カテゴリー                                                             |
| ---- | -------------------------------------------- | ---------------------------------------------------------------------- |
| 1990 | 該当なし                                     | アーティスト・オブ・ザ・イヤー ベスト5・アーティスト・オブ・ザ・イヤー |
| 1991 | 該当なし                                     | ベスト5アーティスト賞                                                  |
| 1991 | 稲村ジェーン                                 | アルバム賞 ロック・フォーク部門（男性）                                |
| 1993 | 該当なし                                     | ベスト5アーティスト賞                                                  |
| 1993 | 涙のキッス                                   | ベスト5・シングル賞                                                    |
| 1994 | 江ノ島 Southern All Stars Golden Hits Medley | アルバム賞 企画部門                                                    |
| 1999 | 海のYeah!!                                   | ロック・アルバム・オブ・ザ・イヤー                                     |
| 1999 | さくら                                       | ロック・アルバム・オブ・ザ・イヤー                                     |
| 2000 | TSUNAMI                                      | ソング・オブ・ザ・イヤー                                               |
| 2001 | バラッド3 〜the album of LOVE〜              | ロック・アルバム・オブ・ザ・イヤー                                     |
| 2004 | 涙の海で抱かれたい 〜SEA OF LOVE〜           | ソング・オブ・ザ・イヤー                                               |
| 2005 | 君こそスターだ/夢に消えたジュリア            | ソング・オブ・ザ・イヤー                                               |
| 2006 | キラーストリート                             | ロック&ホップ・アルバム・オブ・ザ・イヤー                              |
| 2009 | I AM YOUR SINGER                             | シングル・オブ・ザ・イヤー                                             |
| 2019 | 海のOh, Yeah!!                               | アルバム・オブ・ザ・イヤー（邦楽） ベスト5アルバム（邦楽）             |

### 日本有線大賞
| 年   | 作品                             | カテゴリー           |
| ---- | -------------------------------- | -------------------- |
| 1978 | 勝手にシンドバッド               | 新人賞               |
| 1979 | いとしのエリー                   | 有線音楽賞           |
| 1982 | 該当なし                         | 最多リクエスト歌手賞 |
| 1982 | 匂艶 THE NIGHT CLUB              | 有線音楽賞           |
| 1993 | エロティカ・セブン EROTICA SEVEN | 有線音楽優秀賞       |

### その他の賞
- SPACE SHOWER Music Video Awards
  - 特別賞（1998年）
  - BEST ART DIRECTION VIDEO「愛と欲望の日々」（2005年）
- ゴールデン・アロー賞
  - 音楽賞（2000年）[545]
- JASRAC賞
  - 金賞「TSUNAMI」（2001年）
- 菊池寛賞（2013年）[546]
- CDショップ大賞
  - マエストロ賞 『葡萄』（2016年）
  - マエストロ賞『海のOh, Yeah!!』（2019年）[547]
- MTV Video Music Awards Japan
  - SAS Lifetime Achievement Award Japan（2018年）[548]
- 文化庁メディア芸術祭
  - エンターテイメント部門 審査委員会推薦作品「闘う戦士たちへ愛を込めて」ミュージック・ビデオ （2019年）[549]

## 記録

### オリコン
- シングル・アルバム総売上：4897.0万枚（歴代5位・2017年6月現在）[550]
- 平成アーティスト別トータルセールスランキング（シングル・アルバム総売上）：3761.9万枚（歴代9位）[551]

#### シングル記録
- シングル売上枚数：2535.2万枚（2019年9月現在）[注釈 78]
- シングル1位獲得数：16作品（歴代23位タイ・2018年9月現在）
- シングルTOP10獲得数：45作品（歴代14位タイ・2017年10月現在）
- 10位内獲得最多週数：253週（歴代1位・2014年現在）
- トップ100同時滞在最多数：44作品（歴代1位・2005年7月4日付）[553]
- 最長キャリア首位獲得記録数：36年2か月（グループ歴代1位・2014年現在）[37][554]
- 4つの年代（西暦）で首位獲得：1980年代 - 2010年代（歴代1位タイ）[37]
  - 1980年代 「さよならベイビー」
  - 1990年代 「ネオ・ブラボー」「涙のキッス」「エロティカ・セブン EROTICA SEVEN」「あなただけを 〜Summer Heartbreak〜」「愛の言霊 〜Spiritual Message〜」
  - 2000年代「TSUNAMI」「勝手にシンドバッド[注釈 79]」「涙の海で抱かれたい 〜SEA OF LOVE〜」「彩 〜Aja〜」「君こそスターだ/夢に消えたジュリア」「愛と欲望の日々」「DIRTY OLD MAN 〜さらば夏よ〜」「I AM YOUR SINGER」
  - 2010年代「ピースとハイライト」「東京VICTORY」
- シングルミリオン獲得数：5作品 (ミリオン・4作品／ダブルミリオン・1作品)（歴代5位タイ・2016年現在）[注釈 80][555]
- シングル歴代売上ランキング：4位「TSUNAMI」[399]
- CDシングル歴代売上ランキング：2位「TSUNAMI」

#### アルバム記録
- アルバム1位獲得数：17作品（歴代5位タイ・2016年9月現在）[556]
- 最長キャリア首位獲得記録数：40年2か月（国内グループ歴代1位）[425]
- 5つの年代（西暦）で首位獲得：1980年代 - 2020年代（歴代1位タイ・グループ歴代1位・2025年現在）[557][注釈 81]
  - 1980年代『タイニイ・バブルス』『ステレオ太陽族』『NUDE MAN』『綺麗』『人気者で行こう』『KAMAKURA』『すいか SOUTHERN ALL STARS SPECIAL 61SONGS』
  - 1990年代『Southern All Stars』『稲村ジェーン』『世に万葉の花が咲くなり』『HAPPY!』『Young Love』『海のYeah!!』『さくら』
  - 2000年代『バラッド3 〜the album of LOVE〜』『キラーストリート』
  - 2010年代『葡萄』『海のOh, Yeah!!』
  - 2020年代『THANK YOU SO MUCH』
- 週間1位を獲得したアルバム作品の値段：『すいか SOUTHERN ALL STARS SPECIAL 61SONGS』（税込1万円[注釈 82]、歴代1位）[558]
- アルバム歴代売上ランキング：8位『海のYeah!!』
- アルバムミリオン獲得数：7作品 (ミリオン・4作／ダブルミリオン・2作／トリプルミリオン・1作)（歴代7位）

#### 映像作品記録
- 最長キャリア首位獲得記録数：45年9か月（歴代1位・2024年4月現在）[559]
- 映像3部門同時連続1位獲得作品数：5作（歴代4位・2024年4月現在）[559]
- 5つの年代（西暦）で首位獲得：1980年代 - 2020年代（歴代1位・2024年現在）[559]
  - 1980年代：『女神達への情歌 (報道されないY型の彼方へ)』
  - 1990年代：『歌う日本シリーズ 1992〜1993 LIVE at YOKOHAMA ARENA 29th Dec.1992』
  - 2000年代：『FILM KILLER STREET (Director's Cut) & LIVE at TOKYO DOME』『真夏の大感謝祭 LIVE』
  - 2010年代：『SUPER SUMMER LIVE 2013 「灼熱のマンピー!! G★スポット解禁!!」 胸熱完全版』『おいしい葡萄の旅ライブ –at DOME & 日本武道館-』『LIVE TOUR 2019 “キミは見てくれが悪いんだから、アホ丸出しでマイクを握ってろ!!” だと!? ふざけるな!!』『21世紀の音楽異端児 (21st Century Southern All Stars Music Videos)』
  - 2020年代：『茅ヶ崎ライブ2023』

### ザ・ベストテン
- 16週以上ベストテン入りした曲：4位タイ「いとしのエリー」
- 100週以上ベストテン入りした歌手：歴代9位（120週）
- 10曲以上ベストテン入りした歌手：歴代13位タイ（14曲）
- 10週以上第1位を獲得した歌手：歴代9位（14週）
- 3曲以上第1位を獲得した歌手：歴代8位タイ（4曲）

## ストリーミング認定
2019年12月20日、各配信サイトにてこれまでの全シングル・アルバムのサブスクリプション配信が開始した。日本レコード協会でストリーミング認定された楽曲は下記の通り。
| 曲名                                              | 認定                       |
| ------------------------------------------------- | -------------------------- |
| 「TSUNAMI」                                       | シルバー認定（2021年6月）  |
| 「TSUNAMI」                                       | ゴールド認定（2022年2月）  |
| 「TSUNAMI」                                       | プラチナ認定（2023年7月）  |
| 「真夏の果実」                                    | シルバー認定（2021年10月） |
| 「真夏の果実」                                    | ゴールド認定（2022年8月）  |
| 「真夏の果実」                                    | プラチナ認定（2024年1月）  |
| 「涙のキッス」                                    | ゴールド認定（2023年10月） |
| 「LOVE AFFAIR 〜秘密のデート」                    | ゴールド認定（2024年1月）  |
| 「いとしのエリー」                                | ゴールド認定（2024年4月）  |
| 「希望の轍」                                      | ゴールド認定（2024年7月）  |
| 「勝手にシンドバッド」                            | ゴールド認定（2024年11月） |
| 「ミス・ブランニュー・デイ (MISS BRAND-NEW DAY)」 | ゴールド認定（2025年1月）  |
| 「東京VICTORY」                                   | ゴールド認定（2025年3月）  |

## 作品
シングル
1. 1978年： 勝手にシンドバッド
2. 1978年： 気分しだいで責めないで
3. 1979年： いとしのエリー
4. 1979年： 思い過ごしも恋のうち
5. 1979年： C調言葉に御用心
6. 1980年： 涙のアベニュー
7. 1980年： 恋するマンスリー・デイ
8. 1980年： いなせなロコモーション
9. 1980年： ジャズマン (JAZZ MAN)
10. 1980年： わすれじのレイド・バック
11. 1980年： シャ・ラ・ラ/ごめんねチャーリー
12. 1981年： Big Star Blues (ビッグスターの悲劇)
13. 1981年： 栞のテーマ
14. 1982年： チャコの海岸物語
15. 1982年： 匂艶 THE NIGHT CLUB
16. 1982年： Ya Ya (あの時代を忘れない)
17. 1983年： ボディ・スペシャル II (BODY SPECIAL)
18. 1983年： EMANON
19. 1983年： 東京シャッフル
20. 1984年： ミス・ブランニュー・デイ (MISS BRAND-NEW DAY)
21. 1984年： Tarako
22. 1985年： Bye Bye My Love (U are the one)
23. 1985年： メロディ (Melody)
24. 1988年： みんなのうた
25. 1989年： 女神達への情歌 (報道されないY型の彼方へ)
26. 1989年： さよならベイビー
27. 1989年： フリフリ'65
28. 1990年： 真夏の果実
29. 1991年： ネオ・ブラボー!!
30. 1992年： シュラバ★ラ★バンバ SHULABA-LA-BAMBA
31. 1992年： 涙のキッス
32. 1993年： エロティカ・セブン EROTICA SEVEN
33. 1993年： 素敵なバーディー (NO NO BIRDY)
34. 1993年： クリスマス・ラブ (涙のあとには白い雪が降る)
35. 1995年： マンピーのG★SPOT
36. 1995年： あなただけを 〜Summer Heartbreak〜
37. 1996年： 愛の言霊 〜Spiritual Message〜
38. 1996年： 太陽は罪な奴
39. 1997年： 01MESSENGER 〜電子狂の詩〜
40. 1997年： BLUE HEAVEN
41. 1998年： LOVE AFFAIR 〜秘密のデート
42. 1998年： PARADISE
43. 1999年： イエローマン 〜星の王子様〜
44. 2000年： TSUNAMI
45. 2000年： HOTEL PACIFIC
46. 2000年： この青い空、みどり 〜BLUE IN GREEN〜
47. 2003年： 涙の海で抱かれたい 〜SEA OF LOVE〜
48. 2004年： 彩 〜Aja〜
49. 2004年： 君こそスターだ/夢に消えたジュリア
50. 2004年： 愛と欲望の日々/LONELY WOMAN
51. 2005年： BOHBO No.5/神の島遥か国
52. 2006年： DIRTY OLD MAN 〜さらば夏よ〜
53. 2008年： I AM YOUR SINGER
54. 2013年： ピースとハイライト
55. 2014年： 東京VICTORY

配信シングル
1. 2018年： 闘う戦士たちへ愛を込めて
2. 2018年： 壮年JUMP
3. 2019年： 愛はスローにちょっとずつ
4. 2023年： 盆ギリ恋歌
5. 2023年： 歌えニッポンの空
6. 2023年： Relay〜杜の詩
7. 2024年： 恋のブギウギナイト
8. 2024年： ジャンヌ・ダルクによろしく
9. 2025年： 桜、ひらり

オリジナル・アルバム
1. 1978年： 熱い胸さわぎ
2. 1979年： 10ナンバーズ・からっと
3. 1980年： タイニイ・バブルス
4. 1981年： ステレオ太陽族
5. 1982年： NUDE MAN
6. 1983年： 綺麗
7. 1984年： 人気者で行こう
8. 1985年： KAMAKURA
9. 1990年： Southern All Stars
10. 1990年： 稲村ジェーン
11. 1992年： 世に万葉の花が咲くなり
12. 1996年： Young Love
13. 1998年： さくら
14. 2005年： キラーストリート
15. 2015年： 葡萄
16. 2025年： THANK YOU SO MUCH

## ライブ・コンサートツアー
| 年              | タイトル | 公演日・会場 |
| --------------- | --- | --- |
| 1978年 - 1979年 | サザンオールスターズデビューコンサート「胸さわぎ」 | 全9公演 1978年 12月10日 九段会館 12月13日 愛知県勤労会館 12月27日 道新ホール 1979年 1月5日 山形県県民会館 1月12日 水戸市民会館 1月13日 神奈川県立青少年センター 1月14日 千葉市民会館 1月15日 岡山市立市民文化ホール 1月20日 大阪毎日ホール |
| 1979年          | 春五十番コンサート | 全50公演 3月20日 平塚市民センター 3月21日 松本市民会館 3月23日 立川市市民会館 3月24日 新潟市公会堂 3月25日 長岡市立劇場 3月27日 富山県民会館 3月28日 金沢市観光会館 3月29日 入間市市民会館 4月3日 栃木市民会館 4月4日 土浦市民会館 4月5日 大宮商工会館 4月6日 平塚市民センター 4月7日 群馬県民会館 4月9日 横須賀市文化会館 4月10日 静岡市民文化会館 4月12日 高知県立県民文化ホール 4月13日 松山市民会館 4月14日 防府市公会堂 4月15日 上野学園ホール 4月16日 島根県民会館 4月18日 高松市民会館 4月19日 岡山市民会館 4月23日 青森市民文化ホール 4月24日 弘前市民会館 4月25日 八戸市公会堂 4月26日 岩手県民会館 4月28日 豊橋勤労福祉会館 4月29日 愛知県勤労会館 4月30日 刈谷市民会館 5月1日 大阪厚生年金会館 5月4日 秋田県民会館 5月5日 山形市民会館 5月6日 宮城県民会館 5月7日 石巻市民会館 5月8日 郡山市民文化センター 5月13日 長浜市民会館 5月14日 姫路市市民会館 5月16日 和歌山県民文化会館 5月17日 京都府立勤労会館 5月19日 那覇市民会館 5月21日 大分文化会館 5月22日 長崎市公会堂 5月23日 八幡市民会館 5月24日 福岡市民会館 5月25日 熊本市民会館 5月30日 旭川市民文化会館 5月31日 北見市民会館 6月1日 帯広市民文化ホール 6月3日 札幌市民会館 6月6日 中野サンプラザ |
| 1979年          | Further on up the road | 全42公演 9月22日 埼玉会館 9月23日 磐田市民文化会館 9月24日 相模原市民会館 9月26日 茨城県立県民文化センター 9月27日 山形県県民会館 9月28日 岩手県民会館 10月2日 大阪厚生年金会館 10月3日 大阪厚生年金会館 10月4日 姫路市文化センター 10月17日 静岡市民文化会館 10月19日 横浜文化体育館 10月22日 青森市民文化ホール 10月23日 八戸市民会館 10月25日 福島県文化センター 10月27日 徳島市立文化センター 10月28日 高知県立県民文化ホール 10月29日 松山市民会館 11月1日 桑名市民会館 11月2日 名古屋市民会館 11月3日 蒲郡市民会館 11月4日 大垣市民会館 11月8日 京都会館 11月9日 和歌山市民会館 11月11日 千葉県文化会館 11月12日 広島郵便貯金会館 11月13日 岡山市民会館 11月14日 福山市民会館 11月15日 島根県民会館 11月19日 福井市文化会館 11月20日 石川厚生年金会館 11月21日 新潟県民会館 11月23日 各務原市民会館 11月25日 北海道厚生年金会館 11月27日 旭川市民文化会館 11月28日 室蘭市文化センター 11月29日 函館市民会館 12月3日 宮崎市民会館 12月4日 大分文化会館 12月5日 佐賀県総合体育館 12月6日 電気ホール 12月8日 横浜文化体育館 12月12日 後楽園球場 サーカステント |
| 1980年          | サザンオールスターズがやってくる ニャー! ニャー! ニャー! | 全40公演 7月19日 田園コロシアム 7月20日 田園コロシアム 7月23日 北海道厚生年金会館 7月24日 旭川市民文化会館 7月27日 苫小牧市民会館 7月29日 宮城県民会館 7月30日 郡山市民文化センター 8月24日 新潟県民会館 8月25日 上越文化会館 8月27日 富山市公会堂 8月28日 金沢市観光会館 9月1日 鈴鹿市民会館 9月2日 名古屋市民会館 9月4日 岐阜市民会館 9月5日 刈谷市民会館 9月7日 フェスティバルホール 9月28日 和歌山県民文化会館 9月29日 姫路市文化センター 10月1日 神戸文化ホール 10月16日 青森市民文化ホール 10月17日 岩手県民会館 10月22日 山形県県民会館 10月23日 秋田県民会館 10月25日 山口市民会館 10月26日 倉敷市民会館 10月27日 福山市民会館 10月29日 広島郵便貯金会館 10月30日 島根県民会館 11月1日 京都会館 11月5日 磐田市民文化会館 11月6日 清水市民会館 11月7日 山梨県民会館 11月11日 長岡市文化会館 11月12日 福井市文化会館 11月14日 上田市民会館 11月20日 宮崎市民会館 11月21日 鹿児島県文化センター 11月23日 観音寺市民会館 11月24日 松山市民会館 11月25日 高知県立県民文化ホール |
| 1980年          | ゆく年・くる年コンサート | 全5公演 12月10日 日本武道館 12月13日 大阪府立体育会館 12月14日 名古屋市民会館 12月19日 佐賀県総合体育館 12月20日 福岡市民会館 |
| 1981年          | そちらにおうかがいしてもよろしいですか? | 全40公演 7月4日 茅ヶ崎市民文化会館 7月7日 小田原市民会館 7月8日 山梨県民会館 7月11日 熊谷会館 7月15日 高知県立県民文化ホール 7月16日 松山市民会館 7月18日 山口市民会館 7月19日 広島郵便貯金会館 7月20日 姫路市文化センター 7月25日 京都会館 7月27日 金沢市観光会館 7月28日 富山市公会堂 7月30日 新潟県民会館 7月31日 長野市民会館 8月4日 田園コロシアム 8月5日 田園コロシアム 8月6日 田園コロシアム 8月8日 岡山城特設会場 8月11日 宇都宮市文化会館 8月12日 群馬県民会館 8月15日 福岡サンパレス 8月18日 宮崎市民会館 8月19日 鹿児島県文化センター 8月22日 熊本市民会館 8月23日 つま恋エキシビションホール 8月25日 豊橋勤労福祉会館 8月26日 四日市市民ホール 8月29日 青森市民文化ホール 8月30日 秋田県民会館 9月1日 宮城県民会館 9月2日 岩手県民会館 9月4日 山形県県民会館 9月7日 和歌山県民文化会館 9月8日 神戸国際会館 9月10日 フェスティバルホール 9月12日 サンシティ越谷市民ホール 9月13日 千葉県文化会館 9月16日 横浜文化体育館 9月19日 釧路市民文化会館 9月21日 北海道厚生年金会館 |
| 1982年          | 愛で金魚が救えるか? サザンオールスターズ Paa Pooツアー '82 | 全9公演 1月9日 福岡サンパレス 1月11日 広島郵便貯金会館 1月12日 フェスティバルホール 1月14日 宮城県民会館 1月19日 北海道厚生年金会館 1月22日 金沢市観光会館 1月23日 名古屋市公会堂 1月25日 日本武道館 1月26日 日本武道館 |
| 1982年 - 1983年 | 青年サザンのふらちな社会学 ツアー THE NUDE MAN | 全57公演 1982年 9月21日 静岡市民文化会館 9月24日 群馬県民会館 9月26日 宇都宮市文化会館 9月27日 茨城県立県民文化センター 10月5日 郡山市民文化センター 10月6日 宮城県民会館 10月7日 山形県県民会館 10月9日 秋田県民会館 10月11日 八戸市公会堂 10月19日 熊本市民会館 10月20日 佐世保市民会館 10月22日 宮崎市民会館 10月23日 佐賀県総合体育館 10月25日 小倉市民会館 10月27日 高知県立県民文化ホール 10月28日 松山市民会館 10月29日 高松市民会館 11月1日 岡山市民会館 11月2日 福山市民会館 11月8日 和歌山県民文化会館 11月10日 神戸国際会館 11月13日 島根県民会館 11月15日 防府市公会堂 11月16日 広島郵便貯金会館 11月18日 新潟県民会館 11月19日 上越文化会館 11月20日 長野市民会館 11月23日 奈良県文化会館 11月25日 岐阜市民会館 11月26日 四日市市文化会館 11月27日 豊橋勤労福祉会館 11月30日 福井市文化会館 12月1日 富山市公会堂 12月6日 鹿児島県文化センター 12月7日 大分文化会館 12月8日 長崎市公会堂 12月10日 京都会館 12月14日 千葉県文化会館 12月15日 八王子市民会館 12月18日 横浜文化体育館 12月21日 福島県文化センター 12月22日 岩手県民会館 1983年 1月6日 北海道厚生年金会館 1月7日 北海道厚生年金会館 1月13日 名古屋市民会館 1月14日 名古屋市民会館 1月16日 福岡サンパレス 1月17日 福岡サンパレス 1月18日 福岡サンパレス 1月20日 フェスティバルホール 1月21日 フェスティバルホール 1月23日 フェスティバルホール 1月28日 金沢市観光会館 1月29日 金沢市観光会館 2月2日 東京厚生年金会館 2月3日 東京厚生年金会館 2月4日 東京厚生年金会館 |
| 1983年 - 1984年 | SASたいした発表会 私は騙された!!ツアー '83〜'84 | 全49公演 1983年 10月24日 神奈川県民ホール 10月25日 神奈川県民ホール 10月27日 北海道厚生年金会館 10月28日 北海道厚生年金会館 10月29日 室蘭新日鉄体育館 10月31日 旭川市民文化会館 11月4日 山梨県立県民文化ホール 11月8日 岡崎市民会館 11月9日 桑名市民会館 11月11日 千葉県文化会館 11月14日 広島郵便貯金会館 11月15日 防府市公会堂 11月17日 島根県民会館 11月19日 鹿児島県文化センター 11月21日 大分文化会館 11月22日 宮崎市民会館 11月24日 熊本市民会館 11月25日 長崎市公会堂 11月29日 長野県県民文化会館 12月1日 富山市公会堂 12月2日 福井市文化会館 12月3日 金沢市観光会館 12月8日 福島県文化センター 12月9日 山形県県民会館 12月11日 秋田県民会館 12月12日 岩手県民会館 12月13日 青森市文化会館 12月15日 群馬県民会館 12月16日 宇都宮市文化会館 12月19日 松山市民会館 12月20日 高松市民会館 12月21日 高知県立県民文化ホール 12月24日 京都会館 12月25日 神戸国際会館 1984年 1月9日 福岡サンパレス 1月10日 福岡サンパレス 1月12日 倉敷市民会館 1月13日 倉敷市民会館 1月16日 新潟県民会館 1月17日 新潟県民会館 1月19日 宮城県民会館 1月20日 宮城県民会館 1月23日 愛知県体育館 1月24日 愛知県体育館 1月27日 大阪城ホール 1月28日 大阪城ホール 1月30日 日本武道館 1月31日 日本武道館 2月1日 日本武道館 |
| 1984年          | 少年マガジンプレゼンツ 熱帯絶命!ツアー夏 「出席とります」 | 全6公演 7月20日 横浜スタジアム 7月21日 横浜スタジアム 7月28日 海の中道海浜公園 野外劇場 8月5日 真駒内屋外競技場 8月9日 ナゴヤ球場 8月15日 大阪スタヂアム |
| 1984年 - 1985年 | 大衆音楽取締法違反 "やっぱりアイツはクロだった!" 実刑判決2月まで | 全50公演 1984年 10月25日 神奈川県民ホール 10月26日 神奈川県民ホール 10月30日 宇都宮市文化会館 10月31日 群馬県民会館 11月2日 サンシティ越谷市民ホール 11月5日 北見市民会館 11月6日 旭川市民文化会館 11月8日 釧路市民文化会館 11月13日 青森市文化会館 11月14日 秋田県民会館 11月16日 岩手県民会館 11月20日 鹿児島県文化センター 11月21日 熊本市民会館 11月23日 宮崎市民会館 11月24日 大分文化会館 11月26日 島根県民会館 11月27日 倉敷市民会館 11月28日 京都会館 11月30日 静岡市民文化会館 12月1日 豊橋勤労福祉会館 12月2日 四日市市文化会館 12月4日 山形県県民会館 12月5日 郡山市民文化センター 12月8日 神戸国際会館 12月10日 松山市民会館 12月11日 高知県立県民文化ホール 12月13日 高松市民会館 12月14日 鳴門市文化会館 12月17日 千葉県文化会館 12月19日 八王子市民会館 12月20日 山梨県立県民文化ホール 12月21日 長野県県民文化会館 12月23日 黒部市YKK体育館 12月24日 金沢市観光会館 12月25日 福井市文化会館 1985年 1月8日 徳山市文化会館 1月9日 広島郵便貯金会館 1月10日 広島郵便貯金会館 1月12日 福岡サンパレス 1月13日 福岡サンパレス 1月16日 北海道厚生年金会館 1月17日 北海道厚生年金会館 1月19日 大阪城ホール 1月20日 大阪城ホール 1月22日 愛知県体育館 1月23日 愛知県体育館 1月29日 仙台市体育館 1月31日 新潟県民会館 2月1日 新潟県民会館 2月4日 日本武道館 2月5日 日本武道館 2月6日 日本武道館 |
| 1984年          | 縁起者で行こう | 12月31日 新宿コマ劇場 |
| 1985年          | 富士通スペシャル KAMAKURA TO SENEGAL SOUTHERN ALL STARS avec TOURÉ KUNDA                                                                                                | 全8公演 9月21日 中京競馬場 9月22日 中京競馬場 9月24日 大阪スタヂアム 9月25日 大阪スタヂアム 9月28日 西武ライオンズ球場 9月29日 西武ライオンズ球場 10月4日 横浜スタジアム 10月5日 横浜スタジアム |
| 1988年          | NISSEKI SUPER LIVE 100 真夏の夜の夢 サザンオールスターズプレゼンツ 1988大復活祭                                                                                         | 全20公演 7月26日 西武ライオンズ球場 7月27日 西武ライオンズ球場 7月28日 西武ライオンズ球場 7月30日 長岡ニュータウン公園 7月31日 長岡ニュータウン公園 8月6日 真駒内屋外競技場 8月7日 真駒内屋外競技場 8月13日 泉パークタウンスポーツガーデン 8月14日 泉パークタウンスポーツガーデン 8月21日 愛媛県総合運動公園陸上競技場 8月27日 海の中道海浜公園 野外劇場 8月28日 海の中道海浜公園 野外劇場 9月3日 大阪スタヂアム 9月4日 大阪スタヂアム 9月5日 大阪スタヂアム 9月10日 小牧市総合運動場野球場 9月11日 小牧市総合運動場野球場 9月17日 横浜スタジアム 9月18日 横浜スタジアム 9月19日 横浜スタジアム |
| 1989年          | サザンオールスターズ ハッピーニューイヤーズ'イブ いっちゃエ!'89 サザンde'90                                                                                             | 12月31日 横浜アリーナ |
| 1990年          | Panasonic Cheers!! Southern All Stars Concert Tour 1990 夢で逢いまSHOW                                                                                                  | 全27公演 2月28日 横浜アリーナ 3月1日 横浜アリーナ 3月3日 横浜アリーナ 3月4日 横浜アリーナ 3月7日 仙台市体育館 3月8日 仙台市体育館 3月10日 新潟市産業振興センター 3月11日 新潟市産業振興センター 3月14日 名古屋市総合体育館 レインボーホール 3月15日 名古屋市総合体育館 レインボーホール 3月17日 名古屋市総合体育館 レインボーホール 3月18日 名古屋市総合体育館 レインボーホール 3月22日 大阪城ホール 3月23日 大阪城ホール 3月24日 大阪城ホール 3月31日 北九州市立総合体育館 4月1日 北九州市立総合体育館 4月6日 広島サンプラザ 4月7日 広島サンプラザ 4月12日 愛媛県県民文化会館 4月13日 愛媛県県民文化会館 4月21日 真駒内屋内競技場 4月22日 真駒内屋内競技場 4月25日 日本武道館 4月26日 日本武道館 4月27日 日本武道館 4月28日 日本武道館 |
| 1990年          | 恒例!年越しライブ サザンオールスターズ 歌うサザンに福来たる | 12月31日 横浜アリーナ |
| 1991年          | WOWOW MEETS Southern All Stars THE 音楽祭 1991 | 全10公演 8月14日 ナゴヤ球場 8月15日 ナゴヤ球場 8月20日 西武ライオンズ球場 8月21日 西武ライオンズ球場 8月22日 西武ライオンズ球場 8月25日 阪急西宮スタジアム 8月26日 阪急西宮スタジアム 8月30日 横浜スタジアム 8月31日 横浜スタジアム 9月1日 横浜スタジアム |
| 1991年          | Coca-Cola Special サザンオールスターズ 闘魂!! ブラディ・ファイト 年越しLIVE                                                                                             | 全3公演 12月29日 横浜アリーナ 12月30日 横浜アリーナ 12月31日 横浜アリーナ |
| 1992年          | 南天群星 北京で逢いましょう | 全2公演 9月12日 首都体育館 （中国） 9月13日 首都体育館 （中国） |
| 1992年 - 1993年 | NTT DoCoMo PRESENTS サザンオールスターズ コンサートツアー "歌う日本シリーズ 1992〜1993"                                                                                 | 全40公演 1992年 10月14日 国立代々木競技場 第一体育館 10月15日 国立代々木競技場 第一体育館 10月17日 国立代々木競技場 第一体育館 10月18日 国立代々木競技場 第一体育館 10月23日 真駒内屋内競技場 10月24日 真駒内屋内競技場 10月25日 真駒内屋内競技場 10月30日 金沢実践倫理記念会館 10月31日 金沢実践倫理記念会館 11月7日 大阪城ホール 11月8日 大阪城ホール 11月11日 名古屋市総合体育館 レインボーホール 11月12日 名古屋市総合体育館 レインボーホール 11月18日 浜松アリーナ 11月19日 浜松アリーナ 11月25日 広島サンプラザ 11月26日 広島サンプラザ 12月1日 新潟市産業振興センター 12月2日 新潟市産業振興センター 12月8日 愛媛県県民文化会館 12月9日 愛媛県県民文化会館 12月10日 愛媛県県民文化会館 12月22日 福岡国際センター 12月23日 福岡国際センター 12月26日 横浜アリーナ 12月27日 横浜アリーナ 12月29日 横浜アリーナ 12月30日 横浜アリーナ 1993年 1月12日 仙台市体育館 1月13日 仙台市体育館 1月20日 名古屋市総合体育館 レインボーホール 1月21日 名古屋市総合体育館 レインボーホール 1月23日 名古屋市総合体育館 レインボーホール 1月24日 名古屋市総合体育館 レインボーホール 1月29日 大阪城ホール 1月30日 大阪城ホール 1月31日 大阪城ホール 2月3日 日本武道館 2月4日 日本武道館 2月5日 日本武道館 |
| 1993年 - 1994年 | Victor PRESENTS サザンオールスターズ1993年末スペシャル 「しじみのお味噌汁」コンサート                                                                                   | 全12公演 1993年 12月11日 横浜アリーナ 12月13日 横浜アリーナ 12月14日 横浜アリーナ 12月25日 横浜アリーナ 12月26日 横浜アリーナ 12月28日 横浜アリーナ 12月29日 横浜アリーナ 12月31日 横浜アリーナ 1994年 1月2日 横浜アリーナ 1月3日 横浜アリーナ 1月5日 横浜アリーナ 1月6日 横浜アリーナ |
| 1995年          | サザンオールスターズ スーパー・ライブ・イン・横浜 ホタル・カリフォルニア                                                                                                | 全2公演 8月5日 横浜みなとみらい21 臨港パーク 8月6日 横浜みなとみらい21 臨港パーク |
| 1996年          | KIRIN LAGER PRESENTS サザンオールスターズ スタジアムツアー 1996 「ザ・ガールズ万座ビーチ」                                                                              | 全15公演 8月4日 つま恋多目的広場 8月10日 西武ライオンズ球場 8月11日 西武ライオンズ球場 8月17日 真駒内屋外競技場 8月18日 真駒内屋外競技場 8月24日 海の中道海浜公園 野外劇場 8月25日 海の中道海浜公園 野外劇場 9月6日 ナゴヤ球場 9月7日 ナゴヤ球場 9月15日 阪神甲子園球場 9月16日 阪神甲子園球場 9月21日 横浜スタジアム 10月2日 宜野湾海浜公園 野外劇場 10月3日 宜野湾海浜公園 野外劇場 10月12日 横浜スタジアム |
| 1996年          | SOUTHERN ALL STARS 1996 年越しライブ in 横浜アリーナ 「牛」 | 全3公演 12月28日 横浜アリーナ 12月30日 横浜アリーナ 12月31日 横浜アリーナ |
| 1997年          | サザンオールスターズ 年越しライブ 1997 「おっぱいなんてプー」 | 全4公演 12月27日 横浜アリーナ 12月28日 横浜アリーナ 12月30日 横浜アリーナ 12月31日 横浜アリーナ |
| 1998年          | 1998年 夏 サザンオールスターズ スーパーライブ in 渚園 "モロ出し祭り 〜過剰サービスに鰻はネットリ父ウットリ〜"                                                           | 全2公演 8月8日 浜名湖畔弁天島海浜公園 渚園 8月9日 浜名湖畔弁天島海浜公園 渚園 |
| 1999年          | 三菱電機 DIGITAL FESTA サザンオールスターズ 1999 「Se O no Luja na Quites 〜素敵な春の逢瀬〜」                                                                          | 全22公演 3月24日 宮城県総合運動公園総合体育館 3月25日 宮城県総合運動公園総合体育館 3月29日 横浜アリーナ 3月30日 横浜アリーナ 4月1日 横浜アリーナ 4月2日 横浜アリーナ 4月6日 真駒内屋内競技場 4月7日 真駒内屋内競技場 4月14日 徳島県立産業観光交流センター 4月15日 徳島県立産業観光交流センター 4月21日 広島県立総合体育館 グリーンアリーナ 4月22日 広島県立総合体育館 グリーンアリーナ 4月29日 石川県産業展示館 4号館 4月30日 石川県産業展示館 4号館 5月8日 福岡ドーム 5月9日 福岡ドーム 5月15日 ナゴヤドーム 5月16日 ナゴヤドーム 5月22日 大阪ドーム 5月23日 大阪ドーム 5月26日 東京ドーム 5月27日 東京ドーム |
| 1999年          | サザンオールスターズ・シークレットライブ '99 SAS事件簿 in 歌舞伎町 | 全2公演 9月26日 LIQUIDROOM 9月27日 LIQUIDROOM |
| 1999年          | SAISON CARD PRESENTS サザンオールスターズ 年越しLIVE 1999 「晴れ着 DE ポン」                                                                                            | 全4公演 12月27日 横浜アリーナ 12月28日 横浜アリーナ 12月30日 横浜アリーナ 12月31日 横浜アリーナ |
| 2000年          | サザンオールスターズ 茅ヶ崎ライブ | 全2公演 8月19日 茅ヶ崎公園野球場 8月20日 茅ヶ崎公園野球場 |
| 2000年          | サザンオールスターズ 年越しライブ '00-'01 「ゴン太君のつどい」 | 全4公演 12月27日 横浜アリーナ 12月28日 横浜アリーナ 12月30日 横浜アリーナ 12月31日 横浜アリーナ |
| 2003年          | SAS応援団 presents サザンオールスターズ SUMMER LIVE 2003 「流石(SASが)だ真夏ツアー! あっっ!生。だが、SAS! 〜カーニバル出るバニーか!?〜」 ファンクラブ・スペシャルライブ | 全4公演 7月28日 Zepp Fukuoka 7月29日 Zepp Fukuoka 8月4日 Zepp Sapporo 8月5日 Zepp Sapporo |
| 2003年          | JAL presents サザンオールスターズ SUMMER LIVE 2003 「流石(SASが)だ真夏ツアー! あっっ!生。だが、SAS! 〜カーニバル出るバニーか!?〜」 supported by WOWOW                   | 全6公演 8月16日 名古屋市国際展示場 特設野外ステージ 8月17日 名古屋市国際展示場 特設野外ステージ 8月23日 ポートアイランド 特設野外ステージ 8月24日 ポートアイランド 特設野外ステージ 8月30日 横浜国際総合競技場 8月31日 横浜国際総合競技場 |
| 2003年          | 特別公演 サザンオールスターズ SUMMER LIVE 2003 「流石(SASが)だ真夏ツアー! あっっ!生。だが、SAS! 〜カーニバル出るバニーか!?〜」 in OKINAWA                               | 全2公演 9月6日 宜野湾海浜公園 野外劇場 9月7日 宜野湾海浜公園 野外劇場 |
| 2004年          | SAS応援団 presents サザンオールスターズ 真夏の夜の生ライブ 〜海の日スペシャル〜                                                                                         | 7月18日 ディファ有明 |
| 2004年          | サザンオールスターズ 年越しライブ 2004-2005 「暮れのサナカ」 | 全4公演 12月27日 横浜アリーナ 12月28日 横浜アリーナ 12月30日 横浜アリーナ 12月31日 横浜アリーナ |
| 2005年          | TOYOTA presents SOUTHERN ALL STARS Live Tour 2005 みんなが好きです! supported by RUSS-K                                                                                 | 全21公演 10月13日 広島文化学園HBGホール 10月15日 愛媛県県民文化会館 10月16日 愛媛県県民文化会館 10月20日 新潟県民会館 10月21日 新潟県民会館 10月24日 青森市文化会館 10月29日 宮城県総合運動公園総合体育館 10月30日 宮城県総合運動公園総合体育館 11月12日 ナゴヤドーム 11月13日 ナゴヤドーム 11月19日 福岡Yahoo! JAPANドーム 11月20日 福岡Yahoo! JAPANドーム 12月1日 東京ドーム 12月2日 東京ドーム 12月4日 東京ドーム 12月10日 大阪ドーム 12月11日 大阪ドーム 12月17日 札幌ドーム 12月18日 札幌ドーム 12月30日 横浜アリーナ 12月31日 横浜アリーナ |
| 2008年          | au by KDDI presents サザンオールスターズ 「真夏の大感謝祭」 30周年記念LIVE supported by WOWOW                                                                           | 全4公演 8月16日 日産スタジアム 8月17日 日産スタジアム 8月23日 日産スタジアム 8月24日 日産スタジアム |
| 2013年          | WOWOW presents サザンオールスターズ SUPER SUMMER LIVE 2013 「灼熱のマンピー!! G★スポット解禁!!」 supported by Volkswagen Golf                                           | 全9公演 8月10日 日産スタジアム 8月11日 日産スタジアム 8月17日 神戸総合運動公園ユニバー記念競技場 8月18日 神戸総合運動公園ユニバー記念競技場 8月31日 茅ヶ崎公園野球場 9月1日 茅ヶ崎公園野球場 9月7日 豊田スタジアム 9月8日 豊田スタジアム 9月22日 宮城スタジアム |
| 2014年          | サザンオールスターズ 年越しライブ2014 「ひつじだよ!全員集合!」 | 全4公演 12月27日 横浜アリーナ 12月28日 横浜アリーナ 12月30日 横浜アリーナ 12月31日 横浜アリーナ |
| 2015年          | WOWOW presents サザンオールスターズ LIVE TOUR 2015 「おいしい葡萄の旅」                                                                                                 | 全23公演 4月11日 愛媛県武道館 4月12日 愛媛県武道館 4月18日 セキスイハイムスーパーアリーナ 4月19日 セキスイハイムスーパーアリーナ 4月25日 広島県立総合体育館 グリーンアリーナ 4月26日 広島県立総合体育館 グリーンアリーナ 5月2日 朱鷺メッセ 5月3日 朱鷺メッセ 5月16日 京セラドーム大阪 5月17日 京セラドーム大阪 5月23日 東京ドーム 5月24日 東京ドーム 5月26日 東京ドーム 6月6日 札幌ドーム 6月7日 札幌ドーム 6月13日 ナゴヤドーム 6月14日 ナゴヤドーム 7月4日 福岡 ヤフオク!ドーム 7月5日 福岡 ヤフオク!ドーム 7月19日 沖縄コンベンションセンター 7月20日 沖縄コンベンションセンター 8月17日 日本武道館 8月18日 日本武道館 |
| 2018年          | サザンオールスターズ キックオフライブ 2018「ちょっとエッチなラララのおじさん」                                                                                          | 全2公演 6月25日 NHKホール 6月26日 NHKホール |
| 2019年          | WOWOW presents サザンオールスターズ LIVE TOUR 2019 「“キミは見てくれが悪いんだから、アホ丸出しでマイクを握ってろ!!”だと!? ふざけるな!!」 supported by 三ツ矢サイダー    | 全22公演 3月30日 セキスイハイムスーパーアリーナ 3月31日 セキスイハイムスーパーアリーナ 4月4日 広島サンプラザホール 4月5日 広島サンプラザホール 4月13日 横浜アリーナ 4月14日 横浜アリーナ 4月20日 愛媛県武道館 4月21日 愛媛県武道館 4月27日 サンドーム福井 4月28日 サンドーム福井 5月11日 メットライフドーム 5月12日 メットライフドーム 5月18日 福岡 ヤフオク!ドーム 5月19日 福岡 ヤフオク!ドーム 5月25日 京セラドーム大阪 5月26日 京セラドーム大阪 6月1日 ナゴヤドーム 6月2日 ナゴヤドーム 6月8日 札幌ドーム 6月9日 札幌ドーム 6月15日 東京ドーム 6月16日 東京ドーム |
| 2020年          | サザンオールスターズ 特別ライブ 2020 「Keep Smilin' 〜皆さん、ありがとうございます!!〜」                                                                                | 6月25日 横浜アリーナ（配信ライブ） |
| 2020年          | サザンオールスターズ ほぼほぼ年越しライブ 2020 「Keep Smilin' 〜皆さん、お疲れ様でした!! 嵐を呼ぶマンピー!!〜」 supported by SOMPOグループ                              | 12月31日 横浜アリーナ（配信ライブ） |
| 2023年          | サザンオールスターズ 「茅ヶ崎ライブ2023」 powered by ユニクロ | 全4公演 9月27日 茅ヶ崎公園野球場 9月28日 茅ヶ崎公園野球場 9月30日 茅ヶ崎公園野球場 10月1日 茅ヶ崎公園野球場 |
| 2025年          | サザンオールスターズ LIVE TOUR 2025 「THANK YOU SO MUCH!!」 powered by ユニクロ                                                                                         | 全26公演 1月11日 石川県産業展示館4号館 1月12日 石川県産業展示館4号館 1月22日 広島サンプラザホール 1月23日 広島サンプラザホール 1月28日 神戸ワールド記念ホール 1月29日 神戸ワールド記念ホール 2月8日 さいたまスーパーアリーナ 2月9日 さいたまスーパーアリーナ 2月19日 宮城・セキスイハイムスーパーアリーナ 2月20日 宮城・セキスイハイムスーパーアリーナ 3月1日 あなぶきアリーナ香川 3月2日 あなぶきアリーナ香川 3月15日 沖縄アリーナ 3月16日 沖縄アリーナ 4月2日 横浜アリーナ 4月3日 横浜アリーナ 4月12日 みずほPayPayドーム福岡 4月13日 みずほPayPayドーム福岡 4月23日 バンテリンドーム ナゴヤ 4月24日 バンテリンドーム ナゴヤ 5月10日 大和ハウスプレミストドーム（札幌ドーム） 5月11日 大和ハウスプレミストドーム（札幌ドーム） 5月17日 京セラドーム大阪 5月18日 京セラドーム大阪 5月28日 東京ドーム 5月29日 東京ドーム |

### その他イベント
| 年     | タイトル                                                                                            | 公演日・会場 |
| ------ | --------------------------------------------------------------------------------------------------- | --- |
| 1976年 | Better Days第2回定例コンサート                                                                      | 目黒区民センター |
| 1977年 | East West'77                                                                                        | 中野サンプラザ |
| 1978年 | Live at 日立Lo-Dプラザ                                                                              | 2月11日 日立Lo-Dプラザ |
| 1978年 | 学園祭コンサート                                                                                    | 全17公演 大学17か所 |
| 1979年 | JAPAN JAM                                                                                           | 全3公演 8月4日 江の島特設会場 8月5日 江の島特設会場 8月7日 江の島特設会場 |
| 1979年 | グンゼ・ニューミュージック共和国                                                                    | 10月11日 東京郵便貯金会館 |
| 1980年 | JAPAN JAM 2                                                                                         | 全2公演 8月16日 横浜スタジアム 8月17日 横浜スタジアム |
| 1982年 | ALL THAT サザンオールスターズ                                                                       | 3月5日 大阪厚生年金会館 |
| 1982年 | FM長崎開局記念コンサート                                                                            | 10月上旬 長崎市公会堂 |
| 1983年 | オールナイトニッポンスーパーフェス'83 ASAHI BEER JAM                                                | 7月24日 西武ライオンズ球場 |
| 1983年 | NAGOYA SUMMER JAM '83                                                                               | 7月29日 ナゴヤ球場 |
| 1983年 | '83 JAM JAM スーパーロック・フェス                                                                  | 7月30日 大阪南港フェリーターミナル前広場 |
| 1983年 | 北海道スーパー・ジャム '83                                                                          | 8月6日 真駒内屋外競技場 |
| 1983年 | 年越しライブ「俺たち今年も縁起者!」                                                                 | 12月31日 渋谷ライブ・イン |
| 1985年 | 国際青年年記念 ALL TOGETHER NOW                                                                     | 6月15日 国立霞ヶ丘競技場陸上競技場 |
| 1997年 | SOUTHERN ALL STARS SUMMER SPECIAL 01MESSAGE                                                         | 8月24日 ビクタースタジオ |
| 1998年 | FINAL COUNTDOWN SESSION 「来ればわかる!!」 〜NISSIN POWER STATION〜                                 | 6月6日 日清パワーステーション |
| 2003年 | サザンオールスターズ SPECIAL LIVE IN 建長寺                                                         | 6月28日 建長寺 |
| 2005年 | ROCK IN JAPAN FESTIVAL 2005                                                                         | 8月7日 国営ひたち海浜公園 |
| 2006年 | THE 夢人島 Fes.2006 WOW!! 紅白! エンタのフレンドパーク Hey Hey ステーション …に泊まろう!            | 全2公演 8月26日 浜名湖ガーデンパーク 8月27日 浜名湖ガーデンパーク |
| 2018年 | ROCK IN JAPAN FESTIVAL 2018                                                                         | 8月12日 国営ひたち海浜公園 |
| 2024年 | ROCK IN JAPAN FESTIVAL 2024 in HITACHINAKA                                                          | 9月23日 国営ひたち海浜公園 |
| 2024年 | ROCK IN JAPAN FESTIVAL 2024 in HITACHINAKA サザンオールスターズ ライブ・ビューイング アンコール上映 | - 全国235の映画館にて上映。 - アンコール上演で得られる収益の一部は、令和6年能登半島地震および令和6年9月能登半島豪雨での被災者を支援するため、災害義援金として石川県に寄付される。 全7公演 12月13日 国営ひたち海浜公園 12月14日 国営ひたち海浜公園 12月15日 国営ひたち海浜公園 12月16日 国営ひたち海浜公園 12月17日 国営ひたち海浜公園 |

## 出演

### テレビ番組
- サザンの勝手にナイトあっ!う○こついてる（1984年4月7日 - 9月、日本テレビ） - コント番組。三宅裕司ら劇団スーパー・エキセントリックシアターの劇団員と共演[565][566]。
- いい加減にします!（1984年10月6日 - 1985年3月30日、日本テレビ） - 準レギュラー。上記の後身番組。

### ラジオ番組
- 電撃わいどウルトラ放送局（1979年4月 - 1980年3月、ラジオ関東）

### CM
- メンバーが複数人出演のみ記載。

| 出演年         | 企業名                        | プロモーション商品など       | テーマ                                               |
| -------------- | ----------------------------- | ---------------------------- | ---------------------------------------------------- |
| 1979年         | 日清食品                      | 日清焼そばU.F.O.             | N/A                                                  |
| 1979年〜1980年 | ヤマザキビスケット            | チップスター                 | N/A                                                  |
| 1980年         | アサヒ飲料                    | 三ツ矢サイダー               | N/A                                                  |
| 2017年         | アサヒ飲料                    | 三ツ矢サイダー               | 夏とサザンとサイダーと                               |
| 2018年         | アサヒ飲料                    | 三ツ矢サイダー               | 三ツ矢andサザン2018                                  |
| 1981年         | アシックス / モンクレール     | ダウンジャケット             | N/A                                                  |
| 1982年         | 日産自動車                    | パルサー                     | N/A                                                  |
| 1982年         | 松下電器 （現：パナソニック） | ヘッドホンステレオ World Way | N/A                                                  |
| 1985年         | TDK                           | カセットテープ AD            | N/A                                                  |
| 1985年         | 富士通                        | 富士通テレフォン             | N/A                                                  |
| 1985年         | 大塚製薬                      | オロナミンCドリンク          | N/A                                                  |
| 1992年         | NTTドコモ                     | N/A                          | N/A                                                  |
| 1996年         | 麒麟麦酒                      | ラガー                       | N/A                                                  |
| 1998年         | 三菱電機                      | Pedion                       | N/A                                                  |
| 2003年         | 日本航空                      | N/A                          | FLY! JAL! '03                                        |
| 2004年         | 日本航空                      | N/A                          | FLY! JAL! '04 Spring、FLY! JAL! '04 Summer           |
| 2004年〜2006年 | トヨタ自動車                  | N/A                          | MORE THAN BEST                                       |
| 2008年         | 資生堂                        | N/A                          | サマーキャンペーン                                   |
| 2008年         | KDDI                          | au LISMO                     | 「LISMO Recommend サザンオールスターズ」キャンペーン |
| 2013年         | フォルクスワーゲン            | ゴルフ                       | N/A                                                  |
| 2013年         | 三井住友銀行                  | N/A                          | NEVER STOP CHANGING                                  |
| 2015年         | WOWOW                         | N/A                          | N/A                                                  |
| 2023年         | ユニクロ                      | ヒートテック                 | N/A                                                  |
| 2025年         | ユニクロ                      | ジーンズ                     | N/A                                                  |

### NHK紅白歌合戦出場歴
| 年度   | 放送回 | 回 | 曲目                            | 出演順   | 対戦相手         | 備考                       |
| ------ | ------ | -- | ------------------------------- | -------- | ---------------- | -------------------------- |
| 1979年 | 第30回 | 初 | いとしのエリー                  | 7/23     | 大橋純子         |                            |
| 1982年 | 第33回 | 2  | チャコの海岸物語                | 7/22     | Sugar            |                            |
| 1983年 | 第34回 | 3  | 東京シャッフル                  | 15/21    | 青江三奈         |                            |
| 2014年 | 第65回 | 4  | ピースとハイライト〜東京VICTORY | 特別企画 | （対戦相手なし） | トリ前、シークレットゲスト |
| 2018年 | 第69回 | 5  | 希望の轍〜勝手にシンドバッド    | 特別企画 | （対戦相手なし） | 「究極の大トリ」           |

## 関連書籍
- 『勝手にシンドブック』（ベップ出版、1979年）
- 『ただの歌詩じゃねえか、こんなもん』（桑田佳祐著、エッセイつき歌詞集、新潮社、1984年） ISBN 4-10-135301-8
- 『ケースケランド』（桑田佳祐著、集英社、1984年） ISBN 4-08-780079-2
- 『ロックの子』（桑田佳祐著、インタビュー構成萩原健太、講談社文庫、1987年） ISBN 4-06-184043-6
- 『ブルーノート・スケール』（桑田佳祐著、ロッキング・オン、1987年） ISBN 4-947599-13-8
- 『ただの歌詩じゃねえか、こんなもん'84-'90』（桑田佳祐著、上記の同名作品の続編、新潮社、1990年） ISBN 4-10-135302-6
- 『突然ですがキリギリス―サザンオールスターズ音楽青春物語』（関口和之著、集英社文庫、1991年） ISBN 4-08-749719-4
- 『娘心にブルースを』（原由子著、ソニーマガジンズ、1998年） ISBN 4-7897-1284-2
- 『地球音楽ライブラリー サザンオールスターズ』（萩原健太・大畑幸子・太田綾子・佐伯明・前田祥丈著、株式会社アミューズ監修、TOKYO FM出版、1999年） ISBN 4-88745-034-6
- 『地球音楽ライブラリー サザンオールスターズ 改訂版』（株式会社アミューズ監修、上記の同名作品に新作などを追加した新装版、TOKYO FM出版、2005年） ISBN 4-88745-135-0
- 『クワタを聴け!』（中山康樹著、集英社新書、2007年） ISBN 4-08-720380-8
- 『やっぱり、ただの歌詩じゃねえか、こんなもん 桑田佳祐 言の葉大全集』（桑田佳祐著、上記の同名作品の続々編、新潮社、2012年）ISBN 978-4-10-332831-5
- 『サザンオールスターズ 1978-1985』（スージー鈴木著、2017年、新潮新書）ISBN 978-4106107245
- 『サザンオールスターズ公式データブック 1978-2019』（株式会社リットーミュージック出版、2019年）ISBN 978-4-8456-3361-6
- 『桑田佳祐論』（スージー鈴木著、2022年、新潮新書）ISBN 4106109549
- 『いわゆる「サザン」について』（小貫信昭著、2024年、水鈴社）ISBN 978-4-16-401008-2